# Liste der Reichstagsabgeordneten des Deutschen Kaiserreichs (6. Wahlperiode)

## Legislaturperiode
Die Reichstagswahl 1884 war die Wahl zum 6. Deutschen Reichstag und fand am 28. Oktober 1884 statt. Die Legislaturperiode dauerte bis 1887.

## Fraktionen
- Zentrumspartei 110 (darunter 10 DHP-Abgeordnete)
- Deutschkonservative Partei 78
- Freisinnige 67
- Nationalliberale 51
- Deutsche Reichspartei 28
- Sozialdemokraten 24
- Polen 16
- Elsaß-Lothringer 15
- Deutsche Volkspartei (DtVP) 7
- Dänen 1

Sitze 397
- Präsident: Wilhelm von Wedel-Piesdorf
- 1. Vizepräsident: Georg Arbogast von und zu Franckenstein
- 2. Vizepräsident: Adolph Hoffmann
- Schriftführer: Heinrich Adelmann von Adelmannsfelden, Heinrich zu Schoenaich-Carolath, Arthur Eysoldt, Hugo Hermes, Georg Meyer, Kleist, Conrad von, Felix Porsch, Rudolph Wichmann

Quästoren: Friedrich Franz Kochann, Eduard Francke

## A

Josef Aichbichler
Ignaz Auer

- Ackermann, Karl Gustav, Rechtsanwalt,
WK Sachsen 6 (Dresden-Land links der Elbe, Dippoldiswalde), Deutschkonservative Partei
- Adä, Johann, Arzt,
WK Württemberg 5 (Esslingen), Nationalliberale Partei (Nachwahl 1886)
- Adelmannsfelden, Heinrich Adelmann von, Rittergutsbesitzer,
 WK Württemberg 13 (Aalen, Gaildorf, Neresheim, Ellwangen), Zentrum
- Aichbichler, Josef, Bierbrauer und Ökonom in Wolnzach,
WK Oberbayern 5 (Wasserburg, Erding, Mühldorf), Zentrum
- Alten, Franz von, Oberstlieutenant a. D.
 WK Hannover 13 (Goslar, Zellerfeld, Ilfeld), Deutsch-Hannoversche Partei, Hospitant der Zentrumsfraktion
- Antoine, Dominique, Tierarzt,
 WK Elsaß-Lothringen 14 (Metz), Elsaß-Lothringer
- Aretin, Peter Karl von, Herrschaftsbesitzer,
WK Oberbayern 4 (Ingolstadt, Freising, Pfaffenhofen), Zentrum
- Arnsperger, Leopold, Bezirksarzt und Referent im Badischen Innenministerium Karlsruhe,
 WK Baden 10 (Karlsruhe, Bruchsal), Nationalliberale Partei
- Arnswaldt-Hardenbostel, Hermann von, Rittergutsbesitzer,
 WK Hannover 6 (Syke, Verden), Deutsch-Hannoversche Partei, Hospitant der Zentrumsfraktion
- Auer, Ignaz, Sattler Schwerin,
WK Sachsen 17 (Glauchau, Meerane, Hohenstein-Ernstthal), SAPD
- Ausfeld, Carl, Beamter,
WK Sachsen-Weimar-Eisenach 1 (Weimar, Apolda), Freisinnige Partei

## B

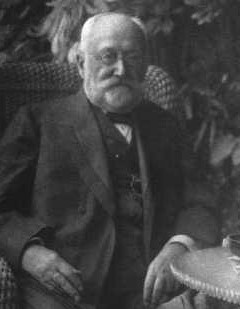
Franz von Ballestrem
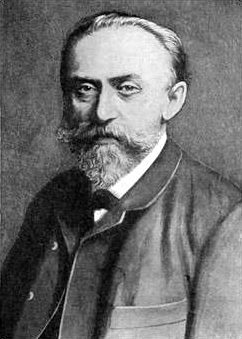
Ludwig Bamberger
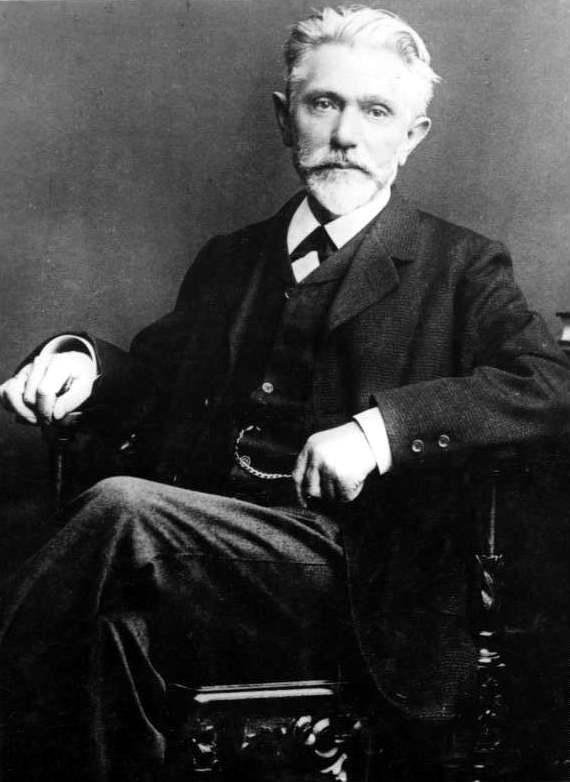
August Bebel
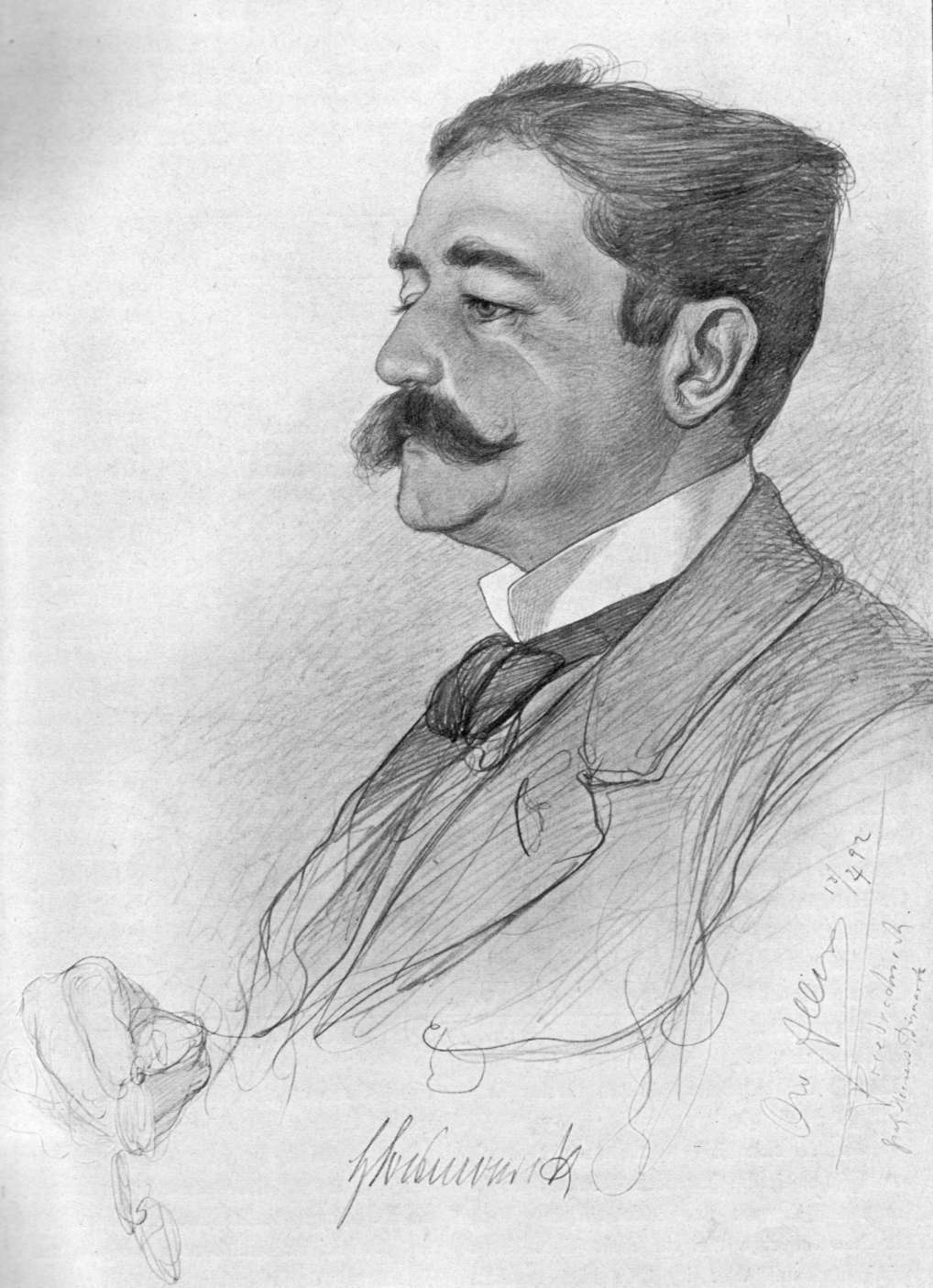
Herbert von Bismarck
Wilhelm Blos

- Ballestrem, Franz Graf von, Gutsbesitzer und Montanindustrieller,
 WK Oppeln 2 (Oppeln), Zentrum
- Bamberger, Ludwig, Schriftsteller,
WK Hessen 8 (Bingen, Alzey), Freisinnige Partei
- Barth, Theodor, Publizist,
WK Liegnitz 8 (Schönau, Hirschberg), Freisinnige Partei (Nachwahl 1885)
- Baumbach, Iwan, Rittergutsbesitzer,
WK Sachsen-Altenburg, Deutsche Reichspartei (Nachwahl 1886)
- Baumbach, Karl, Richter,
WK Berlin 5, Freisinnige Partei (Nachwahl 1884)
- Baumgarten, Wilhelm, Landgerichtsdirektor Braunschweig,
WK Braunschweig 3 (Holzminden, Gandersheim), Freisinnige Partei
- Bebel, August, Drechslermeister Plauen,
WK Hamburg 1 (Neustadt, St. Pauli), SAPD
- Beckmann, Albert, Fabrikbesitzer Bocholt,
WK Münster 3 (Borken, Recklinghausen), Zentrum
- Behm, Christian, Rechtsanwalt und Senator der Stadt Rostock,
WK Mecklenburg-Schwerin 5 (Rostock, Doberan), Hospitant der Freisinnigen Partei
- Behr, Graf Carl von,
 WK Stralsund 2 (Greifswald, Grimmen), Deutsche Reichspartei
- Beisert, Robert, Kreisgerichtsdirektor,
 WK Liegnitz 6 (Goldberg-Haynau), Freisinnige Partei
- Benda, Robert von, Rittergutsbesitzer,
WK Magdeburg 6 (Wanzleben), Nationalliberale Partei
- Bender, Hermann Joseph, Rentier,
 WK Koblenz 2 (Neuwied), Zentrum
- Bergmann, Max, Landrat in Darkehmen,
WK Gumbinnen 4 (Stallupönen, Goldap, Darkehmen), Deutschkonservative Partei
- Berling, Heinrich, Landwirt,
WK Schleswig-Holstein 10 (Lauenburg), Freisinnige Partei (Nachwahl 1886)
- Bernstorff, Bechtold von, Landrat a. D.,
 WK Hannover 15 (Lüchow, Uelzen, Dannenberg, Bleckede), Deutsch-Hannoversche Partei, Hospitant der Zentrumsfraktion
- Bernuth, August von, Staatsminister a. D.,
WK Magdeburg 8 (Halberstadt, Oschersleben, Wernigerode), Nationalliberale Partei
- Bertram, Franz, Gutsbesitzer,
WK Liegnitz 10 (Rothenburg (Oberlausitz), Hoyerswerda), fraktionslos liberal
- Biehl, Georg, Bildhauer und Stuckateur in München,
 WK Schwaben 1(Augsburg, Wertingen), Zentrum
- Bismarck, Herbert von, Major und Kaiserlicher Gesandter in Haag,
 WK Schleswig-Holstein 10 (Herzogtum Lauenburg), Deutsche Reichspartei
- Blos, Wilhelm, Schriftsteller,
WK Braunschweig 1 (Braunschweig, Blankenburg), SAPD
- Bock, Adam, Gutsbesitzer,
WK Aachen 2 (Eupen, Aachen-Land), Zentrum
- Bock, Carl Albert Hermann, Gutsbesitzer,
WK Minden 1 (Minden, Lübbecke), Deutschkonservative Partei
- Bock, Wilhelm, Schuhmacher und Redakteur in Gotha,
WK Sachsen-Coburg-Gotha 2 (Gotha), SAPD
- Bodenhausen, Hans von, Majoratsbesitzer und Landrat Kreis Bitterfeld,
WK Merseburg 3 (Bitterfeld, Delitzsch), Deutschkonservative Partei
- Boettcher, Friedrich, Publizist,
 WK Waldeck-Pyrmont, Nationalliberale Partei
- Bormann, Friedrich, Regierungsrat und Eisenbahndirektor,
WK Trier 6 (Ottweiler, St. Wendel, Meisenheim), Deutsche Reichspartei
- Borowski, Rudolph, Domherr Ermland,
WK Königsberg 9 (Allenstein, Rößel), Zentrum
- Brand, Paul von, Gutsbesitzer,
 WK Frankfurt 1 (Arnswalde, Friedeberg), Deutschkonservative Partei
- Braun, Karl, Anwalt in Berlin,
WK Liegnitz 2 (Sagan, Sprottau), Freisinnige Partei
- Broemel, Max, Schriftsteller,
WK Stettin 4 Stettin, Freisinnige Partei
- Brünings, Theodor, Landgerichtsrat in Landau,
 WK Pfalz 3 (Germersheim, Bergzabern), Nationalliberale Partei
- Buddeberg, Heinrich, Kaufmann,
 WK Sachsen 1 (Zittau), Freisinnige Partei
- Buderus, Hugo, Eisenindustrieller,
 WK Hessen 1 (Gießen, Grünberg, Nidda), Nationalliberale Partei
- Bürklin, Albert, Gutsbesitzer,
WK Pfalz 2 (Landau, Neustadt an der Haardt), Nationalliberale Partei
- Büxten, Wilhelm, Rentner,
 WK Lippe, Freisinnige Partei
- Buhl, Franz Armand, Gutsbesitzer,
 WK Pfalz 5 (Homburg, Kusel), Nationalliberale Partei
- Bunsen, Georg von, Schriftsteller,
 WK Liegnitz 8 (Schönau, Hirschberg), Freisinnige Partei
- Buol-Berenberg, Rudolf von, Landgerichtsrat Mannheim,
 WK Baden 14 (Tauberbischofsheim, Buchen), Zentrum
- Burger, Franz, Ökonom und Bürgermeister in Zeil,
WK Unterfranken 5 (Schweinfurt, Haßfurt, Ebern), Zentrum
- Busse, Hermann von, Landrat a. D.,
 WK Köslin 5 (Neustettin), Deutschkonservative Partei
- Buxbaum, Engelbert, Fabrikant Augsburg,
WK Schwaben 5 (Kaufbeuren, Mindelheim, Oberdorf, Füssen), Zentrum

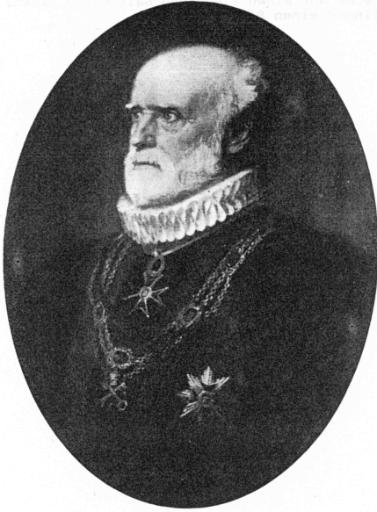
Adam Bock
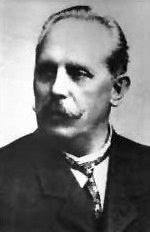
Friedrich Wilhelm Bock
Franz Armand Buhl
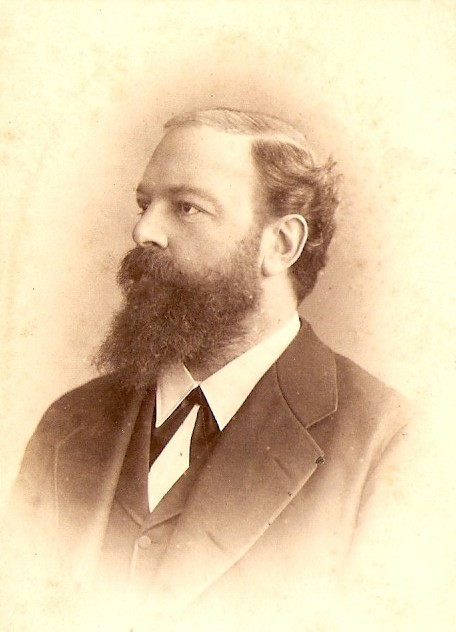
Rudolf von Buol-Berenberg
Franz Burger

## C
- Carlowitz, Dietrich Carl von, Rittergutsbesitzer,
WK Sachsen 7 (Meißen, Großenhain, Riesa), Deutschkonservative Partei
- Cegielski, Stephan, Fabrikbesitzer,
 WK Posen 1 Posen, Polnische Fraktion
- Johann Anton Graf Chamaré, Erbherr,
 WK Breslau 13 (Frankenstein, Münsterberg), Zentrum
- Chelmicki, Julian von, Rittergutsbesitzer,
 WK Bromberg 5 (Gnesen, Wongrowitz, Witkowo), Polnische Fraktion
- Chlapowski, Casimir von, Rittergutsbesitzer,
 WK Posen 5 (Kröben), Polnische Fraktion
- Christen, Hermann von, Rittergutsbesitzer,
WK Kassel 4 (Eschwege, Schmalkalden, Witzenhausen), Deutsche Reichspartei
- Colmar-Meyenburg, Axel von, Landrat und Rittergutbesitzer,
 WK Bromberg 1 (Czarnikau, Filehne, Kolmar in Posen), Deutschkonservative Partei
- Cornelsen, Johann, Weinhändler,
WK Hannover 18 (Stade, Geestemünde, Bremervörde, Osterholz), Nationalliberale Partei
- Cuny, Ludwig von, Professor der Rechte Berlin,
WK Koblenz 4 (Kreuznach, Simmern), Nationalliberale Partei

## D

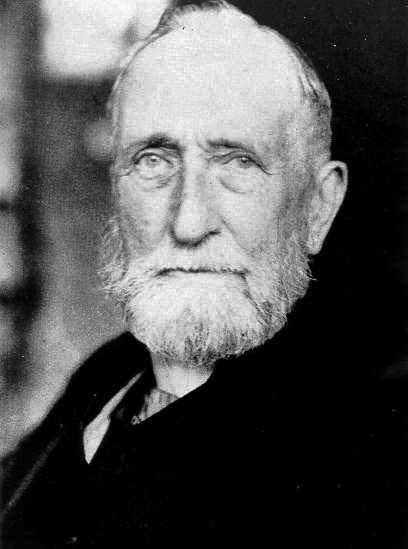
Hans Delbrück
Johann Heinrich Wilhelm Dietz
Adolph von Dietze
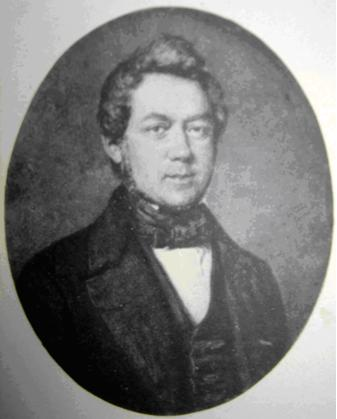
Jean Dollfus
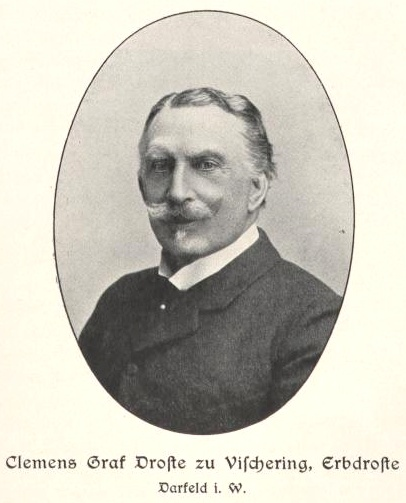
Clemens Droste zu Vischering

- Dalwigk-Lichtenfels, Franz von, Rittergutsbesitzer,
 WK Düsseldorf 12 (Neuss, Grevenbroich), Zentrum
- Decken, Otto von der, Landschaftsrat Rutenstein,
WK Hannover 14 (Gifhorn, Celle, Peine, Burgdorf), Deutsch-Hannoversche Partei, Hospitant der Zentrumsfraktion
- Dejanicz-Gliszczynski, Anton von, Richter,
WK Oppeln 8 (Ratibor), Zentrum (Nachwahl 1886)
- Delbrück, Hans, Privatdozent in Berlin,
 WK Stralsund 1 (Rügen, Stralsund, Franzburg), Deutsche Reichspartei
- Dieden, Christian, Weingutbesitzer,
 WK Trier 2 (Wittlich, Bernkastel), Zentrum
- Diendorfer, Johann Evangelist, Lycealprofessor Passau,
WK Niederbayern 3 (Passau, Wegscheid, Wolfstein, Grafenau), Zentrum
- Dietrich, Eugène de, Eisenhüttenbesitzer,
 WK Elsaß-Lothringen 10 (Hagenau, Weißenburg), Elsaß-Lothringer
- Dietz von Bayer, George, Rittergutsbesitzer,
WK Frankfurt 2 (Landsberg (Warthe), Soldin), Deutschkonservative Partei
- Johann Heinrich Wilhelm Dietz, Schriftsetzer,
 WK Hamburg 2 (Altstadt, St. Georg, Hammerbrook), SAPD
- Dietze, Gustav Adolph von, Amtsrat und Rittergutbesitzer,
 WK Magdeburg 7 (Aschersleben, Quedlinburg, Calbe an der Saale), Deutsche Reichspartei
- Diffené, Philipp, Kaufmann,
WK Baden 11 (Mannheim), Nationalliberale Partei (Nachwahl 1886)
- Dirichlet, Walter, Gutsbesitzer,
 WK Liegnitz 7 (Landeshut, Jauer, Bolkenhain), Freisinnige Partei
- Dönhoff, August von, Mitglied des Herrenhauses,
WK Königsberg 4 (Fischhausen, Königsberg-Land), Deutschkonservative Partei
- Dohna-Finckenstein, Rodrigo Otto Heinrich Graf zu, Landrat a. D. und Fideikommissherr,
WK Marienwerder 2 (Rosenberg (Westpr.), Löbau), Deutschkonservative Partei
- Dollfus, Johann, Fabrikbesitzer,
 WK Elsaß-Lothringen 2 (Mülhausen), Elsaß-Lothringer
- Droste zu Vischering, Clemens Heidenreich, Erbdroste im Fürstentum Münster,
 WK Kassel 7 (Fulda, Schlüchtern, Gersfeld), Zentrum

## E
- Ebert, Karl Friedrich, Ritterguts- und Steinkohlenwerksbesitzer,
WK Sachsen 19 (Stollberg, Schneeberg), Deutschkonservative Partei
- Estorff, August von, Oberamtsrichter a. D.,
WK Hannover 17 (Harburg, Rotenburg in Hannover, Zeven), Deutsch-Hannoversche Partei, Hospitant der Zentrumsfraktion
- Eysoldt, Arthur, Advokat und Notar,
WK Sachsen 8 (Pirna, Sebnitz), Freisinnige Partei

## F

Friedrich Feustel
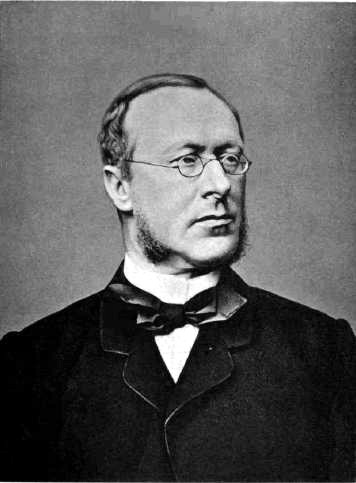
Georg Arbogast von und zu Franckenstein
Aloys Fritzen
Karl Frohme

- Fährmann, Gustav, Fabrikant und Gutsbesitzer,
WK Sachsen 2 (Löbau), Freisinnige Partei
- Feustel, Friedrich, Bankier,
WK Oberfranken 2 (Bayreuth, Wunsiedel, Berneck), Nationalliberale Partei
- Fischer, Ludwig von, rechtskundiger Bürgermeister Augsburg,
WK Württemberg 14 (Ulm, Heidenheim, Geislingen), Nationalliberale Partei
- Flügge, Wilhelm, Rittergutsbesitzer,
 WK Stettin 6 (Naugard, Regenwalde), Deutschkonservative Partei
- Forckenbeck, Max von, Rechtsanwalt,
WK Liegnitz 2 (Sagan), Freisinnige Partei (Nachwahl 1884)
- Francke, Eduard, Amtsrichter Berlin,
 WK Schleswig-Holstein 4 (Tondern, Husum, Eiderstedt), Nationalliberale Partei
- Franckenstein, Georg Arbogast Freiherr von und zu,
 WK Unterfranken 3 (Lohr, Karlstadt, Hammelburg, Marktheidenfeld, Gemünden), Zentrum
- Franz, Adolph, Redakteur,
WK Oppeln 3 (Groß Strehlitz, Kosel), Zentrum
- Frege, Arnold Woldemar, Rittergutsbesitzer,
 WK Sachsen 14 (Borna, Geithain, Rochlitz), Deutschkonservative Partei
- Freyberg-Eisenberg, Rudolph von, Gutsbesitzer,
WK Schwaben 3 (Dillingen, Günzburg, Zusmarshausen), Zentrum
- Fritzen, Aloys,
WK Aachen 1 (Schleiden, Malmedy, Montjoie), Zentrum
- Frohme, Karl, Schriftsteller,
 WK Schleswig-Holstein 8 (Altona, Stormarn), SAPD
- Fürth, Hermann Ariovist von, Landgerichtsrat,
WK Köln 4 (Rheinbach, Bonn), Zentrum
- Funcke, Danko von, Landrat in Cottbus,
WK Frankfurt 9 (Cottbus, Spremberg), Deutschkonservative Partei

## G

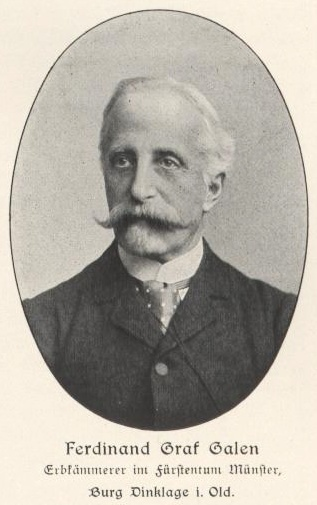
Ferdinand von Galen
Ludwig Groß
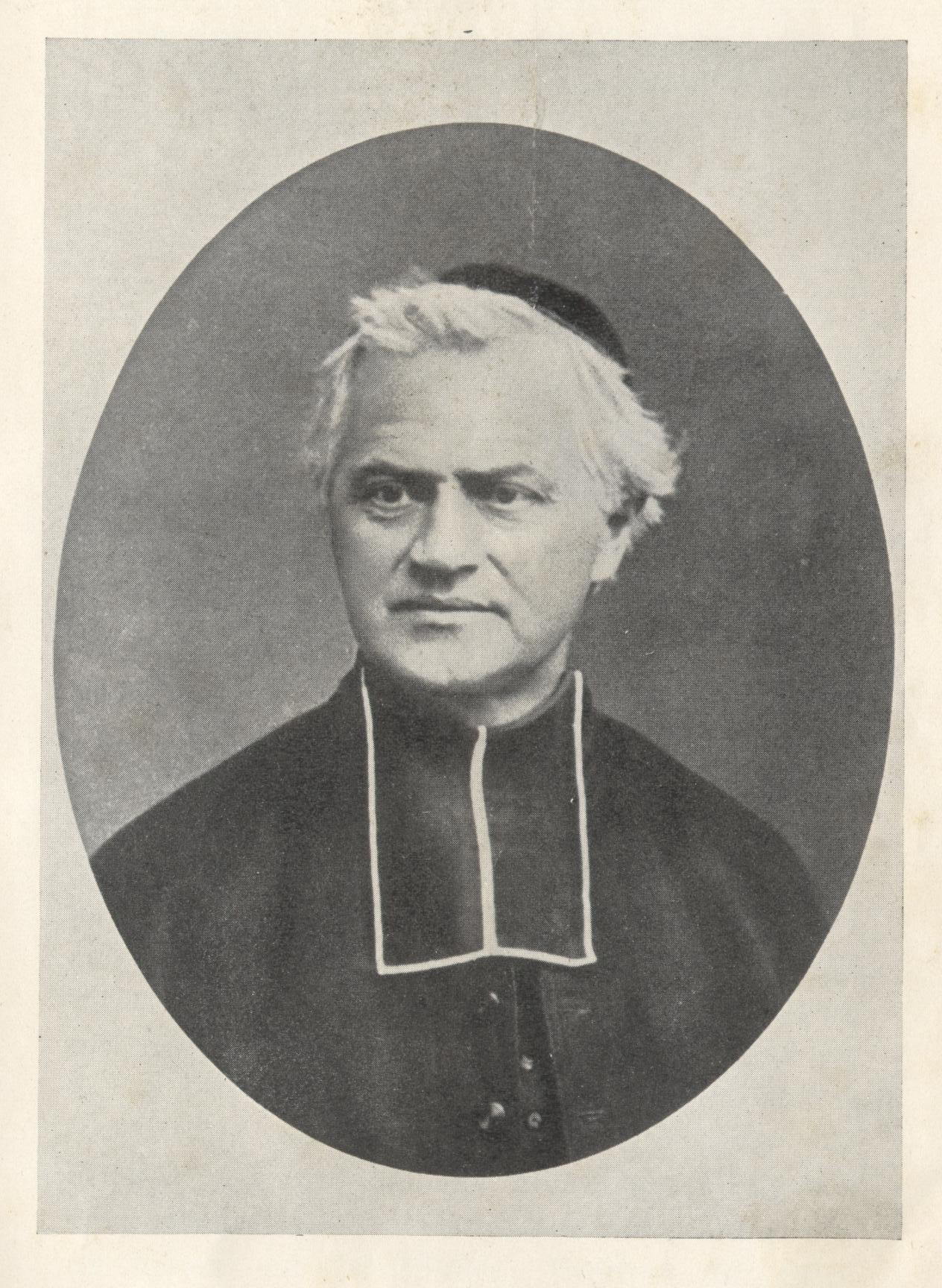
Joseph Guerber

- Gagern, Friedrich von, Gutsbesitzer,
WK Oberfranken 4 (Kronach, Staffelstein, Lichtenfels, Stadtsteinach, Teuschnitz), Zentrum
- Galen, Ferdinand Heribert von, Erbkämmerer des Fürstentums Münster,
 WK Oldenburg 3 (Vechta, Delmenhorst, Cloppenburg, Wildeshausen, Berne, Friesoythe), Zentrum
- Gamp-Massaunen, Karl von, Rat im Preußischen Handelsministerium,
WK Marienwerder 8 (Deutsch-Krone), Deutsche Reichspartei
- Gebhard, Hermann, Stadt-Direktor Bremerhaven,
WK Hannover 19 (Neuhaus (Oste), Hadeln, Lehe, Kehdingen, Jork), Nationalliberale Partei
- Gehlert, Arthur, Fabrikant,
WK Sachsen 20 (Marienberg, Zschopau), Deutsche Reichspartei
- Gehren, Otto von, Landrat,
WK Kassel 3 (Fritzlar, Homberg, Ziegenhain), Deutschkonservative Partei
- Geiger, Josef, Landgerichtsrat,
WK Oberbayern 6, (Weilheim, Werdenfels, Bruck, Landsberg, Schongau), Zentrum
- Geiser, Bruno, Schriftsteller,
WK Sachsen 16 (Chemnitz), SAPD
- Gerlach, August von, Landrat und Gutsbesitzer,
WK Köslin 3 (Köslin, Kolberg-Körlin, Bublitz), Deutschkonservative Partei
- Gerlich, Hermann von, Legationsrat in Berlin,
WK Bromberg 3 (Bromberg), Deutschkonservative Partei
- Germain, Charles, Advokat und Grundbesitzer,
 WK Elsaß-Lothringen 15 (Saarburg, Chateau-Salins), Elsaß-Lothringer
- Geyer, Friedrich, Zigarrenfabrikant,
WK Sachsen 19 (Stollberg), SAPD (Nachwahl 1886)
- Gielen, Victor, Kaufmann,
 WK Aachen 3 (Aachen-Stadt), Zentrum
- Gise, August von, Gutsbesitzer,
 WK Oberpfalz 2 (Amberg, Nabburg, Sulzbach, Eschenbach), Zentrum
- Gleißner, Sebastian, Stadtpfarrer Neumarkt,
WK Oberpfalz 3 (Neumarkt, Velburg, Hemau), Zentrum
- Göler von Ravensburg, Ernst, Badischer Kammerherr,
 WK Baden 13 (Bretten, Sinsheim), Deutschkonservative Partei
- Goldenberg, Alfred, Fabrikbesitzer,
WK Elsaß-Lothringen 11 (Zabern), Elsaß-Lothringer
- Goldfus, Silvius von, Rittergutsbesitzer und Landrat von Nimptsch,
 WK Breslau 5 (Ohlau, Strehlen, Nimptsch), Deutsche Reichspartei
- Gordon, Franz August von, Mitglied des Preußischen Herrenhauses,
WK Marienwerder 5 (Schwetz), Deutschkonservative Partei
- Gottburgsen, Paul, Landgerichtsrat Flensburg,
WK Schleswig-Holstein 2 (Apenrade, Flensburg), Nationalliberale Partei
- Grad, Charles, Geologe und Unternehmer,
 WK Elsaß-Lothringen 3 (Kolmar), Elsaß-Lothringer
- Graeve, Ludwig Edler von, Rittergutsbesitzer,
WK Posen 7 (Schrimm, Schroda), Polnische Fraktion
- Graevenitz, Hermann von, Reichsgerichtsrat a. D.,
WK Potsdam 2 (Ostprignitz), Deutsche Reichspartei
- Graf, Fidelis, Amtsgerichtsrat Sigmaringen,
WK Hohenzollernsche Lande (Sigmaringen, Hechingen), Zentrum
- Alfred von Gramatzki, Landrat und Landesdirektor in Ostpreußen
WK Danzig 2
- Gramatzki, Archibald von, Landrat Danzig,
WK Danzig 2 (Danzig Land), Deutschkonservative Partei
- Grand-Ry, Andreas von, Gutsbesitzer,
 WK Koblenz 6 (Adenau, Cochem, Zell), Zentrum
- Gravenreuth, Maximilian von, Bezirksamtsassessor in Garmisch,
WK Oberbayern 3 (Aichach, Friedberg, Dachau, Schrobenhausen), Zentrum
- Greve, Heinrich, Arzt,
 WK Magdeburg 3 (Jerichow I, Jerichow II), Freisinnige Partei
- Grillenberger, Karl, Korrektor in einer Druckerei,
 WK Mittelfranken 1 (Nürnberg), SAPD
- Grimm, Karl, Justizrat Marburg,
WK Kassel 5 (Marburg, Frankenberg, Kirchhain), Deutschkonservative Partei
- Grohé, Georg, Gutsbesitzer in Hambach,
 WK Pfalz 6 (Kaiserslautern, Kirchheimbolanden), Deutsche Volkspartei
- Groß, Ludwig, Arzt und Gutsbesitzer,
 WK Pfalz 1 (Speyer, Ludwigshafen am Rhein, Frankenthal), Nationalliberale Partei
- Gruben, Franz Josef von, Domänenverwalter,
 WK Oberpfalz 1 (Regensburg, Burglengenfeld, Stadtamhof), Zentrum
- Günther, Theodor, Rittergutsbesitzer,
WK Sachsen 11 (Oschatz, Wurzen, Grimma), Deutsche Reichspartei
- Guerber, Joseph, Kanoniker,
 WK Elsaß-Lothringen 4 (Gebweiler), Elsaß-Lothringer
- Gustedt-Lablacken, Werner von, Herrschaftsbesitzer,
WK Königsberg 2 (Labiau, Wehlau), Deutschkonservative Partei

## H

Albert Hänel
Friedrich Hammacher
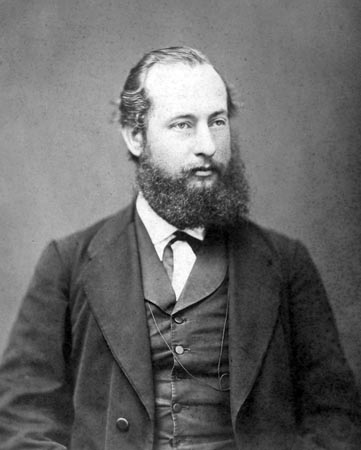
Wilhelm Hasenclever
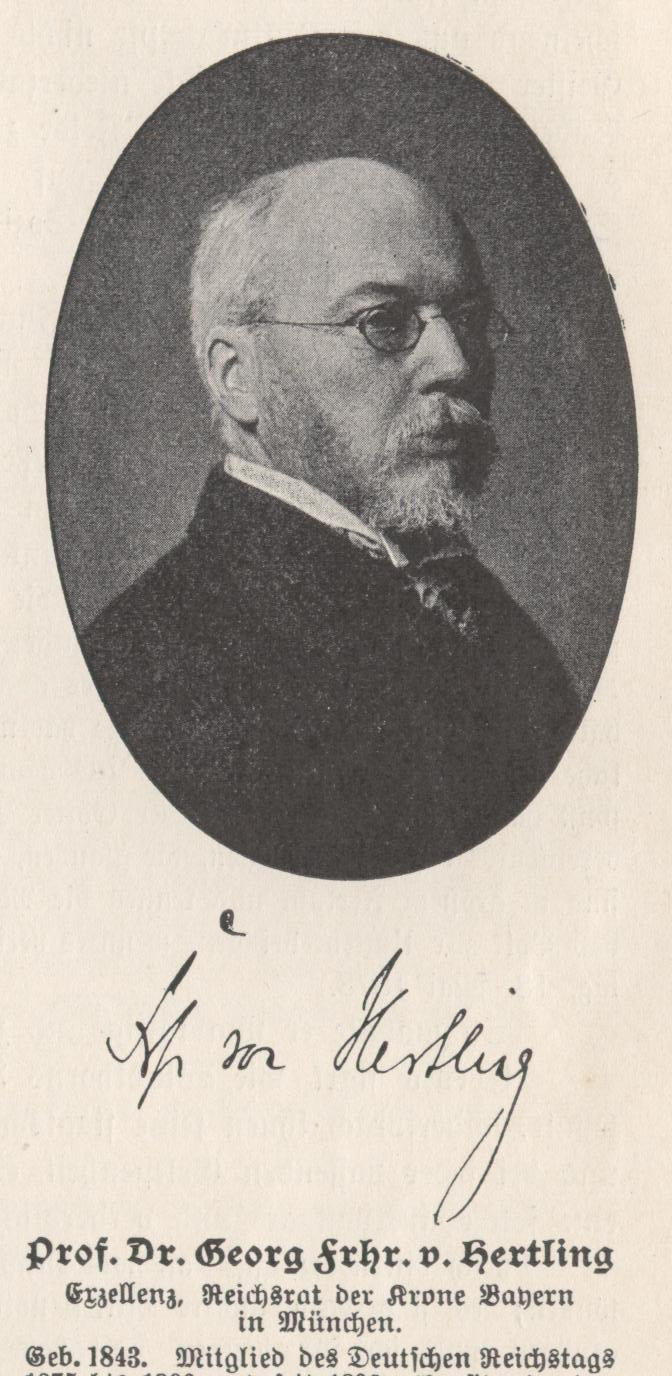
Georg von Hertling

- Haanen, Bartholomäus, Kaufmann,
 WK Trier 4 (Saarlouis, Merzig, Saarburg), Zentrum
- Haarmann, Gustav, Arzt in Bonn,
WK Arnsberg 5(Bochum, Gelsenkirchen, Hattingen, Herne), Nationalliberale Partei
- Haberland, Georg, Maler und Vergolder in Eggenfelden,
WK Niederbayern 4 (Pfarrkirchen, Eggenfelden, Griesbach), Zentrum
- Hacke, Edwin von, Zuckerfabrikant,
WK Potsdam 5 (Oberbarnim), fraktionslos liberal
- Hänel, Albert, Professor Kiel,
WK Schleswig-Holstein 7 (Kiel, Rendsburg), Freisinnige Partei
- Härle, Georg, Privatier,
WK Württemberg 3, (Heilbronn, Besigheim, Brackenheim), Deutsche Volkspartei
- Hahn, Oscar, Oberregierungsrat,
WK Bromberg 3 (Bromberg-Stadt), Konservative Partei (Nachwahl 1886)
- Halben, Johannes, Oberlehrer Hamburg,
 WK Schleswig-Holstein 6 (Pinneberg, Segeberg), Freisinnige Partei
- Halberstadt, Ernst, Kaufmann und Fabrikbesitzer Görlitz,
WK Liegnitz 5 (Löwenberg), Freisinnige Partei
- Hammacher, Friedrich, Rentier,
WK Düsseldorf 6 (Duisburg, Mülheim an der Ruhr, Ruhrort, Oberhausen), Nationalliberale Partei
- Hammerstein, Wilhelm Joachim von, Rittergutsbesitzer,
WK Köslin 1 (Stolp, Lauenburg in Pommern), Deutschkonservative Partei
- Hamspohn, Johann, Kaufmann,
WK Schaumburg-Lippe, Freisinnige Partei
- Handjery, Nicolaus von, Landrat,
WK Potsdam 10 (Teltow, Beeskow-Storkow), Deutschkonservative Partei
- Harm, Friedrich, Kaufmann,
WK Düsseldorf 2 (Elberfeld, Barmen), SAPD
- Hartmann, Karl Alwin, Staatsanwalt,
WK Sachsen 23 (Plauen, Oelsnitz/Vogtl., Klingenthal), Deutschkonservative Partei
- Hartwig, Gustav, Baumeister Dresden,,
WK Sachsen 5 (Dresden links der Elbe), Deutschkonservative Partei
- Hasenclever, Wilhelm, Redakteur,
WK Berlin 6 (Wedding, Gesundbrunnen, Moabit, Oranienburger Vorstadt, Rosenthaler Vorstadt), SAPD
- Hasselbach, Oskar von, Rittergutsbesitzer und Landrat Kreis Wolmirstedt,
WK Magdeburg 5 (Neuhaldensleben, Wolmirstedt), Deutschkonservative Partei
- Hatzfeldt-Trachtenberg, Hermann Fürst von, Herrschaftsbesitzer,
WK Breslau 2 (Militsch, Trebnitz), Deutsche Reichspartei
- Haupt, Anton, Erster Bürgermeister Wismar,
 WK Mecklenburg-Schwerin 2 (Schwerin, Wismar), Nationalliberale Partei
- Haus, Adam, Pfarrer,
WK Unterfranken 1 (Aschaffenburg), Zentrum (Nachwahl 1886)
- Heereman von Zuydwyck, Clemens von, Rittergutsbesitzer,
WK Münster 2 (Münster, Coesfeld), Zentrum
- Heine, August, Hutmachermeister,
WK Magdeburg 4 (Magdeburg), SAPD
- Helldorff, Otto von, Rittergutsbesitzer und Landrat a. D.,
WK Merseburg 2 (Schweinitz, Wittenberg), Deutschkonservative Partei
- Hellwig, Conrad, Bürgermeister und Landwirt in Haddamar,
WK Kassel 8 (Hanau, Gelnhausen), Deutschkonservative Partei
- Henckel von Donnersmarck, Lazarus, Rittergutsbesitzer,
WK Oppeln 5 (Beuthen), Zentrum
- Hermes, Hugo, Rentier,
WK Mecklenburg-Schwerin 3 (Parchim, Ludwigslust), Freisinnige Partei
- Herrmann, Julius, Rektor der Bürgerschule in Kahla,
WK Sachsen-Altenburg, Freisinnige Partei
- Hertling, Georg von, Universitätsdozent Bonn,
WK Koblenz 3 (Koblenz, St. Goar), Zentrum
- Hesse, Heinrich, Rentner in Paderborn,
WK Minden 4 (Paderborn, Büren), Zentrum
- Heydebrand und der Lasa, Wilhelm, Großgrundbesitzer und Regierungsrat im Preußischen Landwirtschaftsministerium,
 WK Breslau 4 (Namslau, Brieg), Deutschkonservative Partei
- Hinze, Hugo, Major a. D. Berlin,
WK Hessen 2 (Friedberg, Büdingen, Vilbel), Freisinnige Partei
- Hitze, Franz, Generalsekretär des „Arbeiterwohl“,
WK Aachen 5 (Geilenkirchen, Heinsberg, Erkelenz), Zentrum
- Hobrecht, Arthur, Staatsminister,
WK Marienwerder 3 (Graudenz), Nationalliberale Partei (Nachwahl 1886)
- Hoensbroech, Wilhelm von und zu, Erbmarschall im Herzogtum Geldern,
 WK Düsseldorf 7 (Moers, Rees), Zentrum
- Hoffmann, Adolph, Stadtrichter Berlin,
 WK Schwarzburg-Rudolstadt, Freisinnige Partei
- Hohenlohe-Öhringen, Christian Kraft zu,
WK Oppeln 1 (Kreuzburg, Rosenberg O.S.), Deutschkonservative Partei
- Holstein, Conrad Graf von, Gutsbesitzer
WK Schleswig-Holstein 9 (Oldenburg in Holstein, Plön), Deutschkonservative Partei
- Holtzmann, Eugen, Fabrikbesitzer,
WK Sachsen 21 (Annaberg, Schwarzenberg, Johanngeorgenstadt), Nationalliberale Partei
- Hompesch-Rurich, Alfred Graf von, Rittergutsbesitzer,
WK Aachen 4 (Düren, Jülich), Zentrum
- Horn, Albert, fürstbischöflicher Stiftsassessor,
 WK Oppeln 12 (Neisse), Zentrum
- Hornstein, Hermann von, Gutsbesitzer,
 WK Baden 2 (Donaueschingen, Villingen), fraktionslos konservativ
- Horwitz, Heinrich Joseph, Rechtsanwalt und Notar in Berlin,
WK Merseburg 1 (Liebenwerda, Torgau), Freisinnige Partei
- Huchting, Arnold, Gemeindevorsteher,
 WK Oldenburg 2 (Jever, Brake, Westerstede, Varel, Elsfleth, Landwürden), Freisinnige Partei
- Hülst, Theodor van, Landwirt und Gutsbesitzer,
 WK Hannover 1 (Emden, Norden, Weener), Nationalliberale Partei
- Huene, Karl von, Rittergutsbesitzer,
WK Breslau 12 (Glatz, Habelschwerdt), Zentrum

Franz Hitze
A. Hompesch

## J
- Jaunez, Eduard, Tonwarenfabrikant,
WK Elsaß-Lothringen 12 (Saargemünd, Forbach), Elsaß-Lothringer
- Jazdzewski, Ludwig von, Professor und Probst,
WK Posen 9 (Krotoschin, Koschmin), Polnische Fraktion
- Johannsen, Gustav, Journalist,
WK Schleswig-Holstein 1 (Hadersleben), Däne (Nachwahl 1886)
- Junggreen, Jens Peter, Tabakfabrikant,
WK Schleswig-Holstein 1 (Hadersleben, Sonderburg), Däne

## K

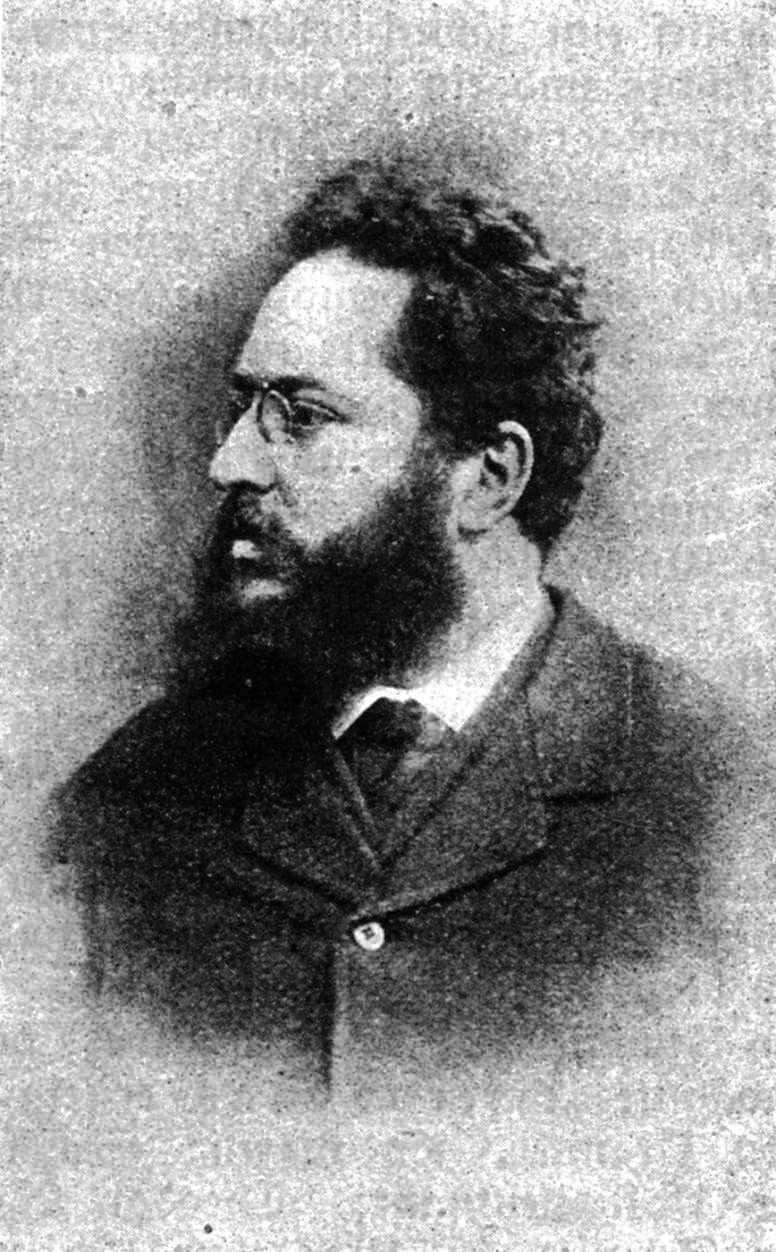
Max Kayser
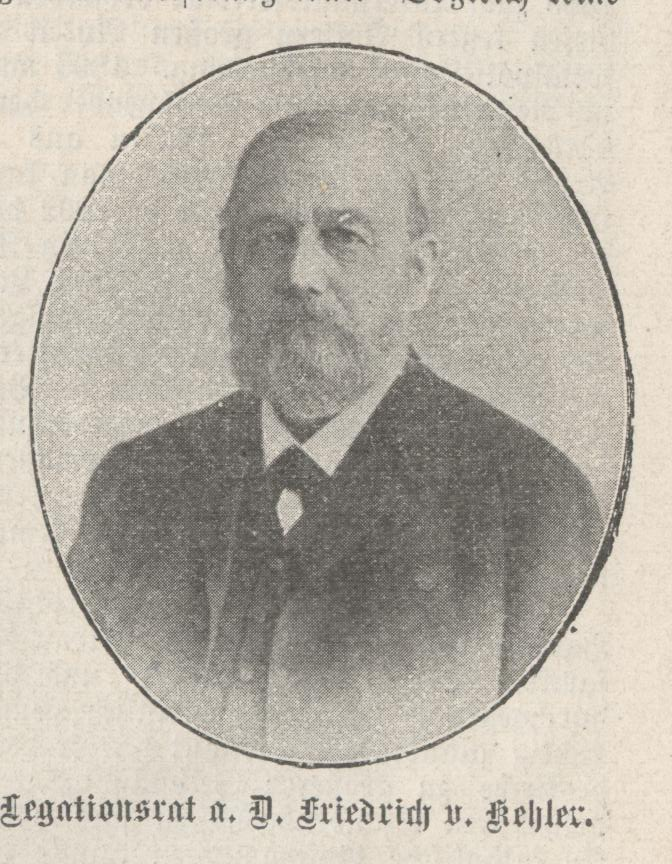
Friedrich von Kehler
Ernst-Matthias von Köller

- Kablé, Jacques, Versicherungsdirektor,
WK Elsaß-Lothringen 8 (Straßburg-Stadt), Elsaß-Lothringer
- Kalkstein, Anton von, Rittergutsbesitzer,
WK Danzig 4 (Neustadt (Westpr.), Putzig, Karthaus), Polnische Fraktion
- Kalkstein, Michael von, Rittergutsbesitzer,
 WK Danzig 5 (Berent, Preußisch Stargard, Dirschau), Polnische Fraktion
- Kalle, Fritz, Stadtvorsteher,
WK Hessen 3 (Lauterbach, Alsfeld, Schotten), Nationalliberale Partei
- Kardorff, Wilhelm von,
 WK Breslau 3, (Groß Wartenberg, Oels), Deutsche Reichspartei
- Kayser, Max, Redakteur,
WK Sachsen 22 (Auerbach, Reichenbach), SAPD
- Kehler, Friedrich von, Legationsrat a. D.,
 WK Düsseldorf 10 (Gladbach), Zentrum
- Kessel, Guido von, Rittergutsbesitzer,
 WK Breslau 1 (Guhrau, Steinau, Wohlau), Deutschkonservative Partei
- Ketteler, Fritz von, Fideikommissbesitzer,
 WK Arnsberg 8 (Lippstadt, Brilon), Zentrum
- Kleist, Conrad von, Rittergutsbesitzer,
 WK Köslin 4 (Belgard, Schivelbein, Dramburg), Deutschkonservative Partei
- Kleist-Retzow, Hans Hugo von, Oberpräsident a. D.
 WK Minden 2 (Herford, Halle (Westfalen)), Deutschkonservative Partei
- Klemm, Heinrich Hermann, Oberappellations- und Oberlandesgerichtsrat in Dresden,
WK Sachsen 4 (Dresden rechts der Elbe, Radeberg, Radeburg), Deutschkonservative Partei
- Klotz, Moritz, Richter,
WK Berlin 1, Freisinnige Partei (Nachwahl 1886)
- Klumpp, Gottlieb, Waldbesitzer,
WK Baden 9 (Pforzheim, Ettlingen), Nationalliberale Partei
- Kochann, Friedrich Franz, Stadtgerichtsrat Berlin,
 WK Koblenz 5(Mayen, Ahrweiler), Zentrum
- Köller, Ernst Matthias von, Landrat,
 WK Stettin 7 (Greifenberg, Kammin), Deutschkonservative Partei
- Körner, Karl, Landwirt,
WK Wiesbaden 1 (Obertaunus), Freisinnige Partei (Nachwahl 1885)
- Kopfer, Wilhelm, Kaufmann,
WK Baden 11 (Mannheim), Deutsche Volkspartei
- Kosciol-Koscielski, Joseph von, Rittergutsbesitzer,
 WK Bromberg 4 (Inowrazlaw, Mogilno, Strelno), Polnische Fraktion
- Kräcker, Julius, Sattler,
WK Breslau 7 (Breslau-West), SAPD
- Krämer, Oskar, Eisenwerkbesitzer,
WK Pfalz 4 (Zweibrücken, Pirmasens), Nationalliberale Partei
- Krafft, Ernst Friedrich, Fabrikant und Landwirt St. Blasien,
WK Baden 3 (Waldshut, Säckingen, Neustadt im Schwarzwald), Nationalliberale Partei
- Kröber, Adolf, Holzhändler und Sägewerkbesitzer München,
WK Mittelfranken 3 (Ansbach, Schwabach, Heilsbronn), Deutsche Volkspartei
- Kropatscheck, Hermann, Oberlehrer a. D.,
WK Potsdam 9 (Zauch-Belzig, Jüterbog-Luckenwalde), Deutschkonservative Partei
- Krug von Nidda, Louis, Oberstlieutenant a. D. Berlin,
WK Arnsberg 7 (Hamm, Soest), Deutschkonservative Partei
- Kruse, Ernst, Arzt,
WK Hannover 2 (Aurich), Nationalliberale Partei (Nachwahl 1886)
- Kulmiz, Paul von, Gutsbesitzer,
WK Breslau 9 (Striegau, Schweidnitz), Deutsche Reichspartei
- Kwilecki, Stephan von, Rittergutsbesitzer,
 WK Posen 2 (Samter, Birnbaum, Obornik, Schwerin (Warthe)), Polnische Fraktion

## L

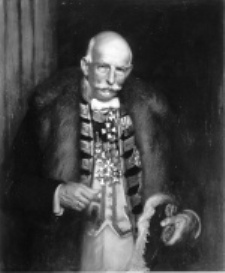
Ignatz von Landsberg-Velen und Steinfurt
Franz Xaver Lender
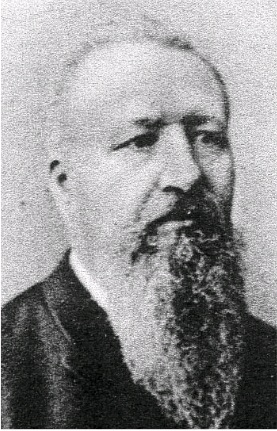
Paul Letocha
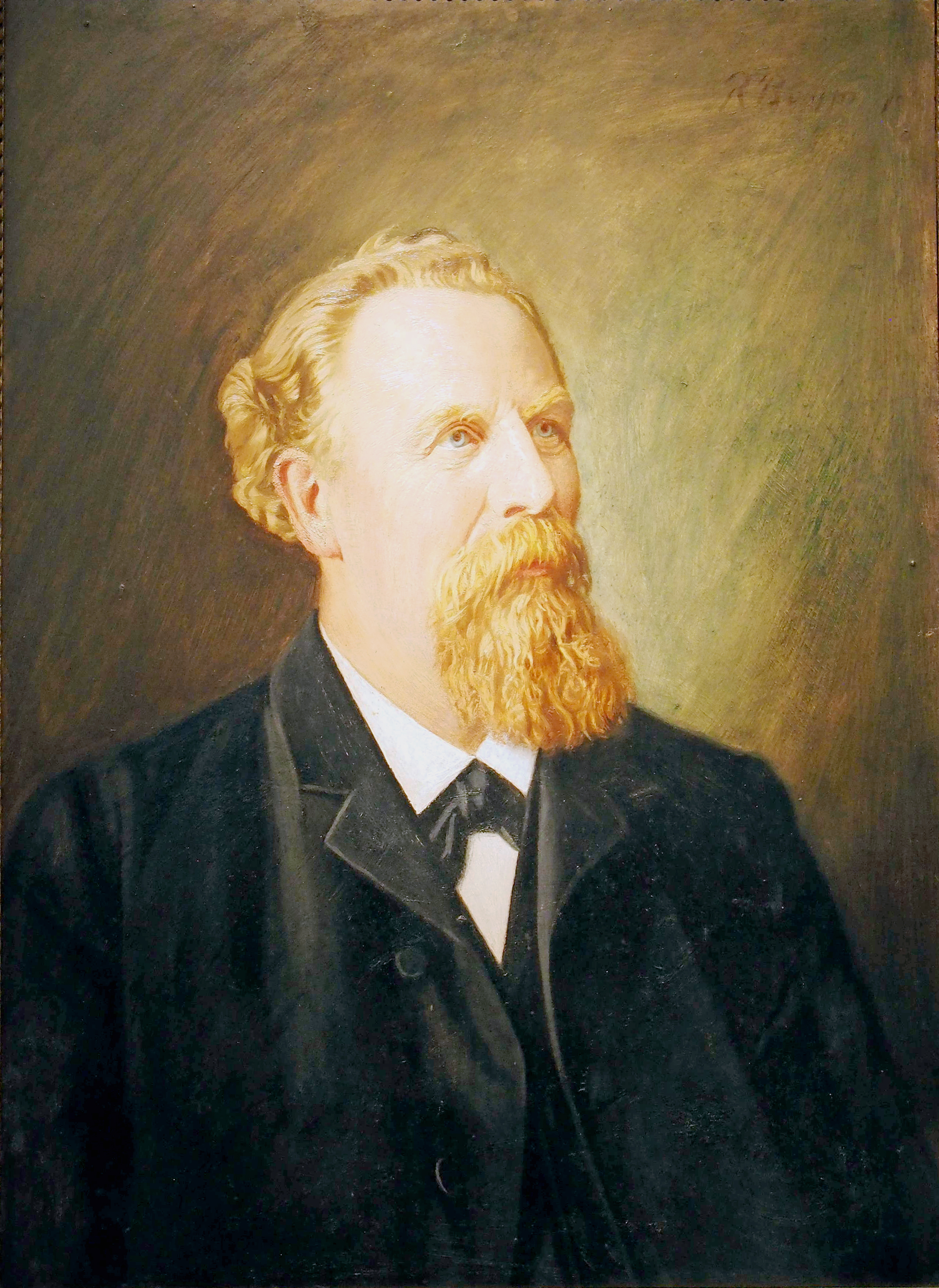
Erwin Lüders

- Landsberg-Velen und Steinfurt, Ignatz Reichsfreiherr von, Landrat Steinfurt,
 WK Münster 4 (Lüdinghausen, Beckum, Warendorf), Zentrum
- Lang, Irénée, Fabrikant,
WK Elsaß-Lothringen 6 (Schlettstadt), Elsaß-Lothringer
- Lang, Karl Anton, Gutsbesitzer,
WK Niederbayern 6 (Kelheim, Rottenburg, Mallersdorf), Zentrum
- Langerhans, Paul,
WK Arnsberg 3 (Altena, Iserlohn, Lüdenscheid), Freisinnige Partei
- Langwerth von Simmern, Heinrich, Rittergutsbesitzer,
WK Hannover 7 (Nienburg, Neustadt am Rübenberge, Fallingbostel), Deutsch-Hannoversche Partei
- Leemann, Julius, Landwirtschaftsinspektor Heilbronn,
 WK Württemberg 11 (Hall, Backnang, Öhringen, Neckarsulm, Weinsberg), Nationalliberale Partei
- Lehner, Johann, Amtsgerichtssekretär und Ökonomiebesitzer,
WK Oberpfalz 5 (Neustadt a. d. Waldnaab, Vohenstrauß, Tirschenreuth), Zentrum
- Lender, Franz Xaver, Dekan und Pfarrer in Sasbach,
WK Baden 8 (Rastatt, Bühl, Baden-Baden), Zentrum
- Lenz, Georg Friedrich von, Dekan und Erzpriester in Sasbach bei Achern,
WK Württemberg 5 (Esslingen, Nürtingen, Kirchheim, Urach), Nationalliberale Partei
- Lenzmann, Julius, Rechtsanwalt und Notar in Lüdenscheid,
WK Arnsberg 6 (Dortmund, Hörde), Freisinnige Partei
- Lerche, Julius, Amtsgerichtsrat,
WK Erfurt 1 (Nordhausen, Hohenstein), Freisinnige Partei
- Letocha, Paul, Amtsgerichtsrat Berlin,
WK Oppeln 6 (Kattowitz, Zabrze), Zentrum
- Leuschner, Ernst, Berg- und Hüttendirektor,
WK Merseburg 5 (Mansfelder Seekreis, Mansfelder Gebirgskreis), Deutsche Reichspartei
- Lieber, Ernst, 
WK Wiesbaden 3 (St. Goarshausen, Unterwesterwald), Zentrum
- Liebknecht, Wilhelm, Journalist,
WK Hessen 5 (Offenbach, Dieburg), SAPD
- Lingens, Joseph, Rechtsanwalt in Aachen,
WK Köln 5 (Siegkreis, Waldbröl), Zentrum
- Lipke, Gustav, Rechtsanwalt in Berlin,
WK Schwarzburg-Sondershausen, Freisinnige Partei
- Loewe, Ludwig, Fabrikbesitzer,
WK Berlin 1 (Alt-Berlin, Cölln, Friedrichswerder, Dorotheenstadt, Friedrichstadt-Nord), Freisinnige Partei
- Lohren, Arnold, Rentier in Potsdam,
WK Potsdam 6 (Niederbarnim), Lichtenberg, Deutsche Reichspartei
- Lorenzen, Asmus, Landwirt,
WK Schleswig-Holstein 3 (Schleswig, Eckernförde), Freisinnige Partei
- Lotz, Franz, Direktor der Landeskreditkasse Kassel,
WK Kassel 2 (Kassel, Melsungen), Deutschkonservative Partei
- Lucius, August, Rentner Düsseldorf,
WK Düsseldorf 4 (Düsseldorf), Zentrum
- Lüben, Johann, Fischergutsbesitzer und Landwirt,
WK Frankfurt 3 (Königsberg (Neumark)), Freisinnige Partei
- Lüderitz, Hermann von, Gutsbesitzer,
WK Magdeburg 2 (Stendal, Osterburg), Deutschkonservative Partei
- Lüders, Erwin, Zivilingenieur,
WK Liegnitz 9 (Görlitz, Lauban), Freisinnige Partei
- Lyskowski, Ignacy von, Rittergutsbesitzer,
WK Marienwerder 3 (Graudenz, Strasburg (Westpr.)), Polnische Fraktion

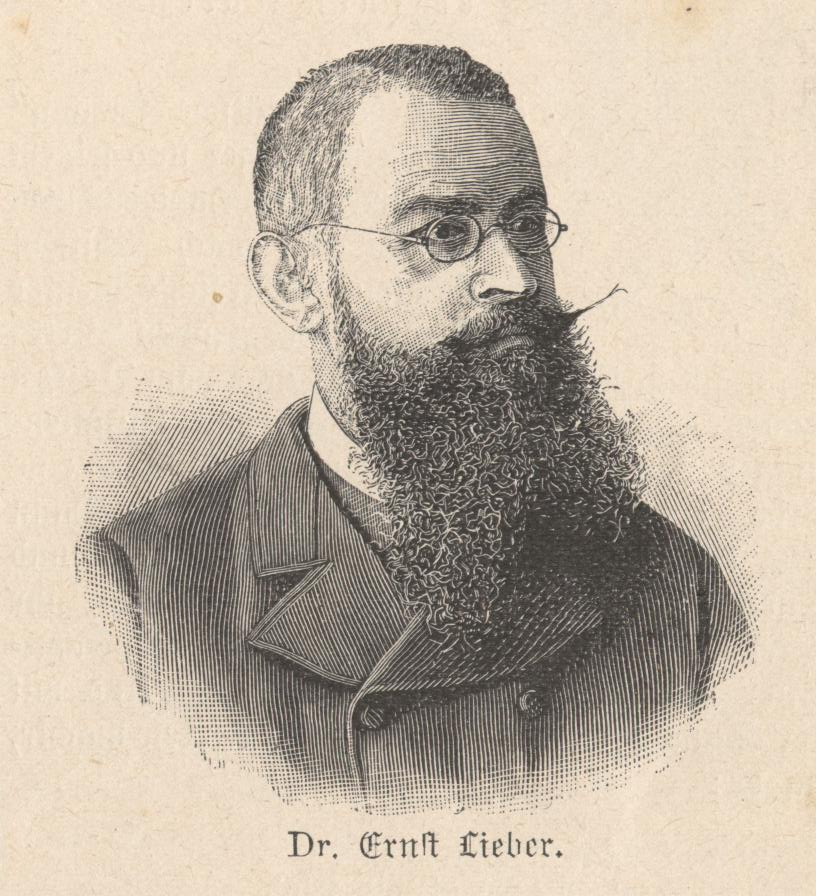
Ernst Lieber
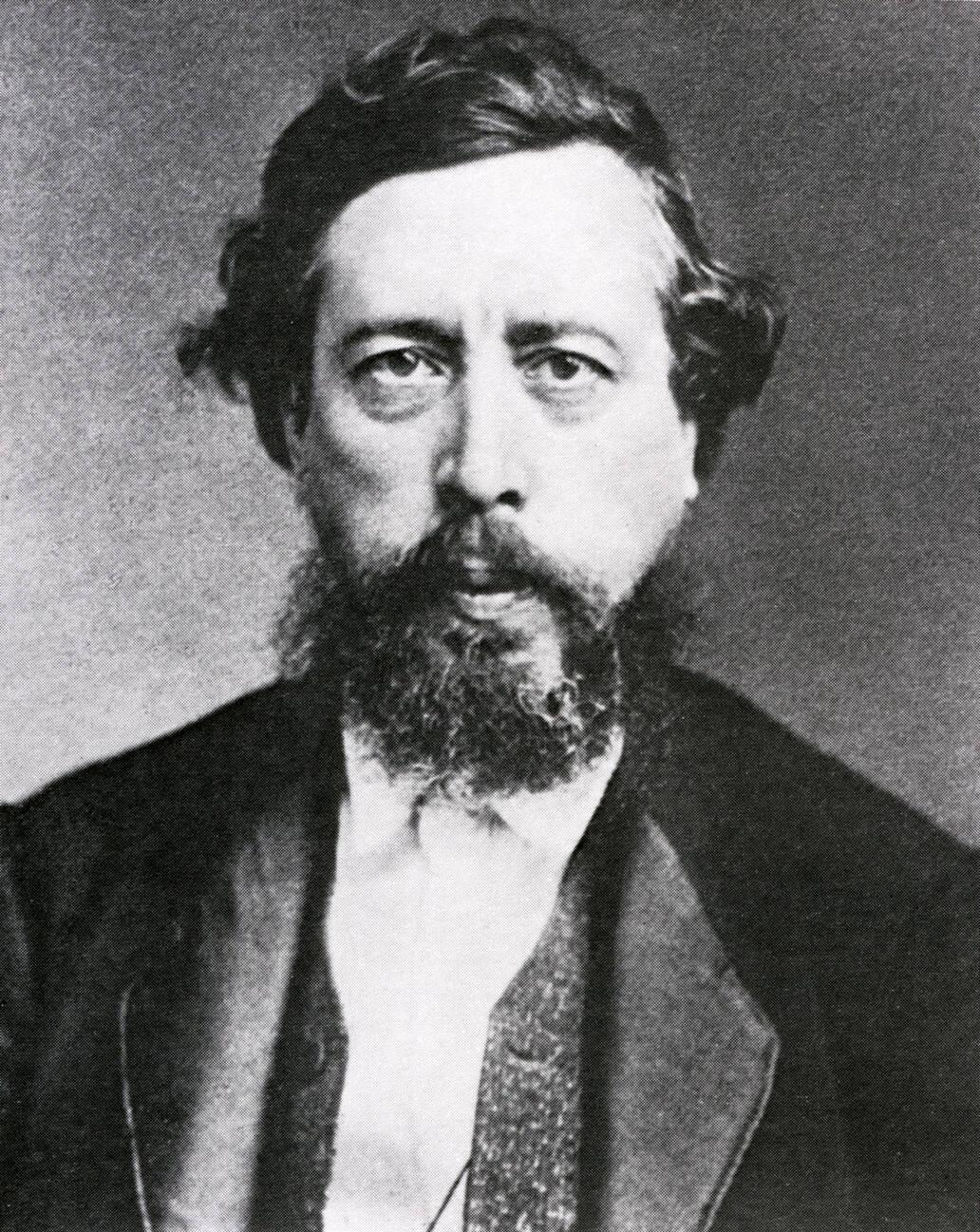
Wilhelm Liebknecht

## M

Karl Mayer
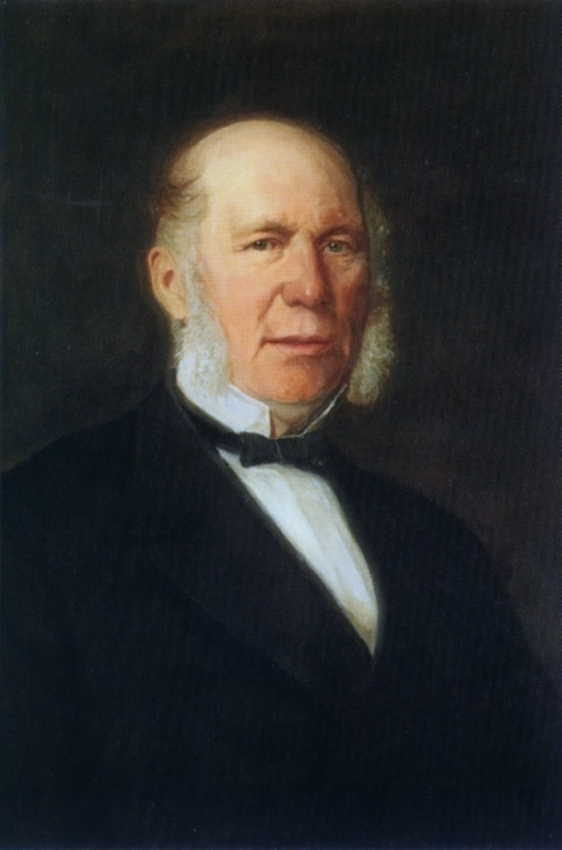
Hermann Henrich Meier
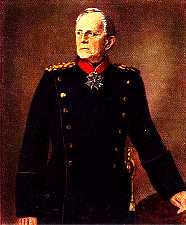
Helmuth Karl Bernhard von Moltke
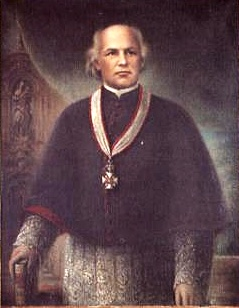
Christoph Moufang

- Maager, August, Rittergutsbesitzer,
WK Liegnitz 3 (Glogau), Freisinnige Partei
- Magdzinski, Theophil, Rentner in Bromberg,
WK Posen 8 (Wreschen, Pleschen, Jarotschin), Polnische Fraktion
- Maltzahn, Helmuth von, Rittergutsbesitzer,
WK Stettin 1 (Demmin, Anklam), Deutschkonservative Partei
- Maltzahn, Rudolf von, Gutsbesitzer,
WK Mecklenburg-Schwerin 4 (Waren, Malchin), Deutschkonservative Partei
- Manteuffel, Otto von, Landrat in Luckau,
WK Frankfurt 10 (Calau, Luckau), Deutschkonservative Partei
- Marbe, Ludwig, Rechtsanwalt Freiburg i.Br.,
WK Baden 5 Freiburg, (Emmendingen), Zentrum
- Marquardsen, Heinrich von, Professor Erlangen,
WK Hessen 7 (Worms, Heppenheim, Wimpfen), Nationalliberale Partei
- Massow, Adolf von, Rittergutsbesitzer,
WK Köslin 2 (Bütow, Rummelsburg, Schlawe), Deutschkonservative Partei
- Maubach, Eduard, Landrat im Kreis Johannisburg,
 WK Gumbinnen 6 (Oletzko, Lyck, Johannisburg), Deutschkonservative Partei
- Mayer, Karl, Privatmann Stuttgart,
WK Württemberg 12 (Gerabronn, Crailsheim, Mergentheim, Künzelsau), Deutsche Volkspartei
- Meibauer, Robert, Rechtsanwalt und Notar in Berlin,
WK Magdeburg 1 (Salzwedel, Gardelegen), Freisinnige Partei
- Meier, Hermann Henrich, Reeder und Gutsbesitzer,
WK Bremen, Nationalliberale Partei
- Meister, Heinrich, Zigarren-Arbeiter,
WK Hannover 8 (Hannover), SAPD
- Menken, Clemens, Landgerichtsrat in Köln,
WK Köln 2 (Köln-Land), Zentrum
- Menzer, Julius, Weingroßhändler, Griechischer Konsul in Mannheim,
WK Baden 12 (Heidelberg, Mosbach), Deutschkonservative Partei
- Merbach, Kurt, Oberbergrat Freiberg,
WK Sachsen 9 (Freiberg, Hainichen), Deutsche Reichspartei
- Meyer, Georg, Professor Jena,
WK Sachsen-Weimar-Eisenach 3 (Jena, Neustadt an der Orla), Nationalliberale Partei
- Meyer, Paul Alexander, Jurist,
WK Merseburg 4 (Halle (Saale), Saalkreis), Freisinnige Partei
- Mirbach, Julius von, Herrschaftsbesitzer,
WK Gumbinnen 7 (Ortelsburg), Konservative Partei (Nachwahl 1886)
- Möller, Julius, Arzt,
WK Königsberg 3 (Königsberg-Stadt), Deutsche Freisinnige Partei
- Mohr, Karl, Landwirt,
WK Wiesbaden 1 (Obertaunus, Höchst, Usingen), Freisinnige Partei
- Moltke, Helmuth Karl Bernhard von, Generalfeldmarschall,
WK Königsberg 1 (Memel, Heydekrug), Deutschkonservative Partei
- Mosler, Hermann, Professor der Theologie in Trier,
WK Trier 1 (Daun, Bitburg, Prüm), Zentrum
- Moufang, Christoph, Domkapitular in Mainz,
WK Köln 6 (Mülheim am Rhein, Gummersbach, Wipperfürth), Zentrum
- Mühleisen, Alfred, Brauereibesitzer Schiltigheim,
WK Elsaß-Lothringen 9 (Straßburg-Land), Elsaß-Lothringer
- Müller, Eduard, Geistlicher Rat,
WK Oppeln 7 (Pleß, Rybnik), Zentrum
- Müller, Friedrich Hermann, Bergwerks- und Fabrikbesitzer,
WK Merseburg 6 (Sangerhausen, Eckartsberga), Nationalliberale Partei
- Müller, Georg Waldemar, Landrat Kreis Marienwerder,
WK Marienwerder 1 (Marienwerder, Stuhm), Deutsche Reichspartei
- Müller, Joseph, Privatier Bamberg,
 WK Oberfranken 5 (Bamberg, Höchstadt), Zentrum
- Münch, Gustav, Ingenieur in Diez,
WK Wiesbaden 4 (Limburg, Oberlahnkreis, Unterlahnkreis), Freisinnige Partei
- Munckel, August, Rechtsanwalt,
WK Berlin 3 (Luisenstadt diesseits des Kanals), Neu-Cölln, Freisinnige Partei
- Mycielski, Ludwig von, Rittergutsbesitzer,
 WK Posen 4 (Buk, Schmiegel, Kosten), Polnische Fraktion

## N

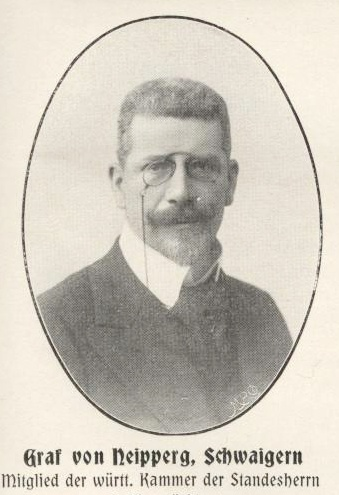
Reinhard Graf von Neipperg

- Nayhauß-Cormons, Julius Cäsar von, Rittergutsbesitzer,
WK Oppeln 9 (Leobschütz), Zentrum
- Neipperg, Reinhard von, Standesherr,
WK Württemberg 16 (Biberach, Leutkirch, Waldsee, Wangen), Zentrum
- Neurath, Konstantin Sebastian von, Württembergischer Kammerherr,
WK Württemberg 4 (Böblingen, Vaihingen, Leonberg, Maulbronn), Deutsche Reichspartei
- Niebour, August, Rechtsanwalt Oldenburg,
WK Oldenburg 1 Oldenburg, (Eutin, Birkenfeld), Freisinnige Partei
- Nobbe, Moritz,
WK Erfurt 4 (Erfurt, Schleusingen, Ziegenrück), Deutsche Reichspartei
- Noppel, Konstantin, Kaufmann in Radolfzell,
WK Baden 1 (Konstanz, Überlingen, Stockach), Nationalliberale Partei

## O

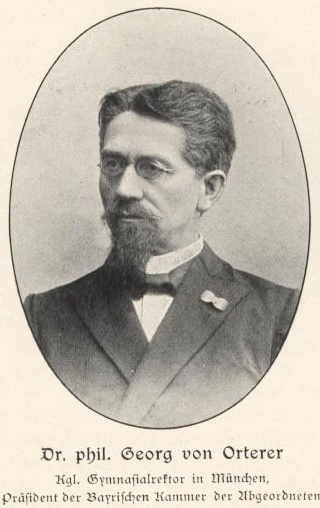
Georg von Orterer

- Oechelhäuser, Wilhelm, Unternehmer,
WK Anhalt 2 (Bernburg, Köthen, Ballenstedt), Nationalliberale Partei
- Oertzen, Heinrich von, Großherzoglicher Kammerherr,
WK Mecklenburg-Strelitz, Deutschkonservative Partei
- Oetker, Carl,
 WK Kassel 1 (Rinteln, Hofgeismar, Wolfhagen), Nationalliberale Partei
- Oldershausen, Cuno von, Rittergutsbesitzer,
WK Hannover 11 (Einbeck, Northeim, Osterode am Harz, Uslar), Deutsch-Hannoversche Partei, Hospitant der Zentrumsfraktion
- Olenhusen, Karl Götz von, Rittergutsbesitzer,
WK Hannover 12 (Göttingen, Duderstadt, Münden), Deutsch-Hannoversche Partei, Hospitant der Zentrumsfraktion
- Orterer, Georg, Lehrer Ludwigsgymnasium München,
WK Niederbayern 5 (Deggendorf, Regen, Viechtach, Kötzting), Zentrum
- Osten, Alexander von der, Rittergutsbesitzer,
WK Stettin 3 (Randow, Greifenhagen), Deutschkonservative Partei
- Ow, Hans von, Rittergutsbesitzer,
WK Württemberg 8 (Freudenstadt, Horb, Oberndorf, Sulz), Deutsche Reichspartei

## P

Friedrich von Payer
Markus Pflüger
Felix Porsch

- Panse, Carl August, Rittergutspächter,
WK Merseburg 7 (Querfurt, Merseburg), Freisinnige Partei
- Papellier, Heinrich August, Regierungsrat,
WK Oberfranken 1 (Hof, Naila, Rehau, Münchberg), Freisinnige Partei
- Papius, Heinrich von, Privatier,
WK Unterfranken 1 (Aschaffenburg, Alzenau, Obernburg, Miltenberg), Zentrum
- Parisius, Ludolf, Kreisrichter a. D. und Schriftsteller,
WK Sachsen-Weimar-Eisenach 2 (Eisenach, Dermbach), Freisinnige Partei
- Payer, Friedrich von, Rechtsanwalt Stuttgart,
WK Württemberg 6 (Reutlingen, Tübingen, Rottenburg), Deutsche Volkspartei
- Penzig, August, Rentier Dresden,
WK Sachsen 15 (Mittweida, Frankenberg, Augustusburg), Nationalliberale Partei
- Perger, Clemens, Rektor in Gaesdonck,
WK Düsseldorf 8 (Kleve, Geldern), Zentrum
- Pezold, Friedrich, Bierbrauer und Bürgermeister in Hollfeld,
WK Oberfranken 3 (Forchheim, Kulmbach, Pegnitz, Ebermannstadt), Zentrum
- Pfaehler, Gustav, Bergwerksdirektor,
WK (Trier) 5 (Saarbrücken), Nationalliberale Partei
- Pfafferott, Hugo, Amtsgerichtsrat,
WK Düsseldorf 9 (Kempen), Zentrum
- Pfannkuch, Wilhelm, Redakteur,
WK Berlin 6, SAPD (Nachwahl 1884)
- Pflüger, Markus, Landwirt Lörrach,
WK Baden 4 (Lörrach, Müllheim), Freisinnige Partei
- Porsch, Felix, Rechtsanwalt,
WK Breslau 11 (Reichenbach, Neurode), Zentrum
- Praschma, Friedrich von, Herrschaftsbesitzer,
WK Oppeln 11 (Neustadt O.S.), Zentrum
- Preysing, Conrad von, Reichsrat,
WK Niederbayern 2 (Straubing, Bogen, Landau, Vilshofen), Zentrum
- Preysing, Kaspar von, Fideikommissbesitzer,
WK Niederbayern 1 (Landshut, Dingolfing, Vilsbiburg), Zentrum
- Propping, Georg, Bankdirektor,
WK Oldenburg 1 (Stadt Oldenburg), Freisinnige Partei (Nachwahl 1885)
- Puttkamer, Bernhard von, Rittergutsbesitzer,
 WK Danzig 1 (Marienburg, Elbing), Deutschkonservative Partei

## R

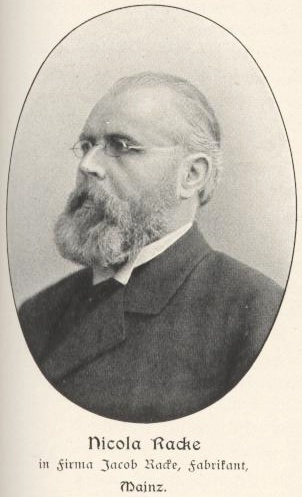
Nicola Josef Racke
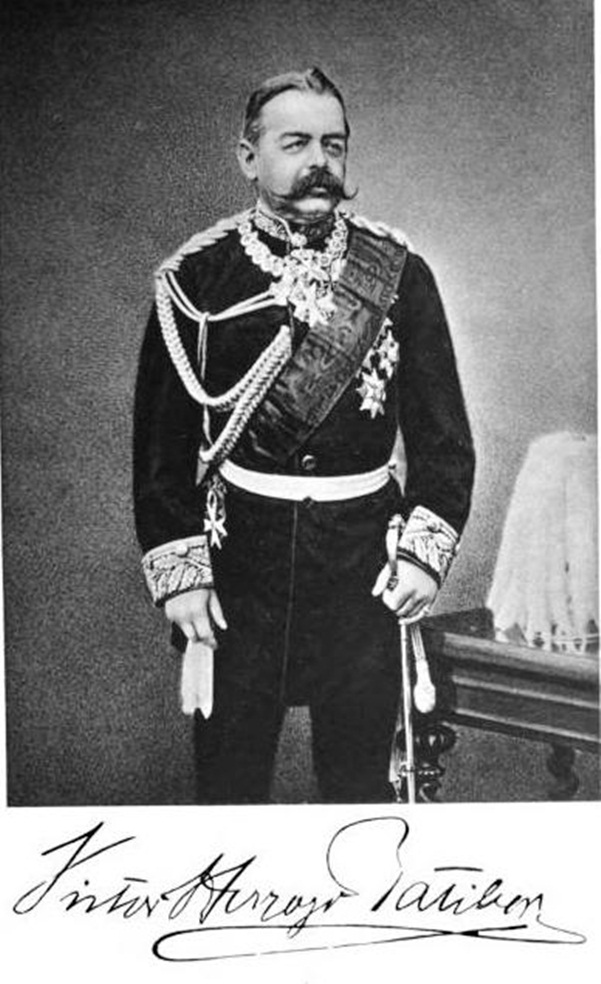
Victor Herzog von Ratibor
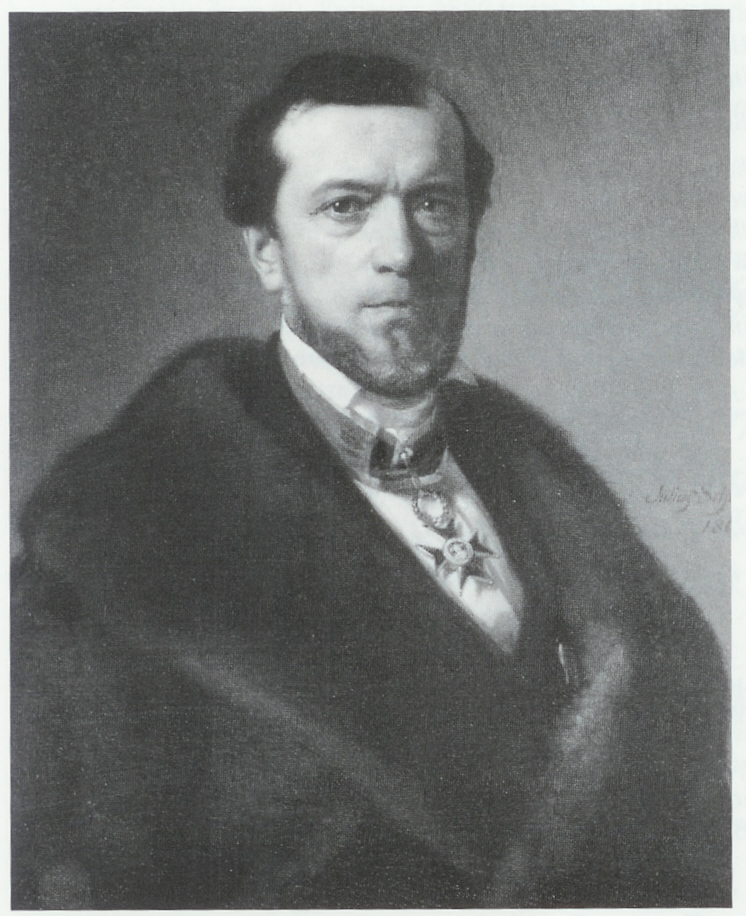
Peter Reichensperger
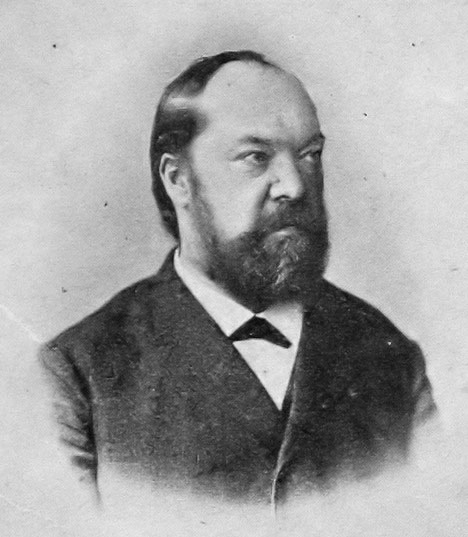
Eugen Richter

- Racke, Nicola Josef, Kaufmann Mainz,
WK Hessen 9 (Mainz, Oppenheim), Zentrum
- Radziwill, Ferdinand von,
WK Posen 10 (Adelnau, Schildberg, Ostrowo, Kempen in Posen), Polnische Fraktion
- Ratibor, Victor I. Herzog von, Besitzer des Herzogtums Ratibor,
WK Breslau 8 (Neumarkt, Breslau-Land), Deutsche Reichspartei
- Redecker, Max von, Rittergutsbesitzer,
 WK Gumbinnen 7 (Sensburg, Ortelsburg), Deutschkonservative Partei
- Reich, Theodor, Rittergutsbesitzer,
WK Sachsen 3 (Bautzen, Kamenz, Bischofswerda), Deutschkonservative Partei
- Reichensperger, Peter, Obertribunalsrat in Berlin,
WK Arnsberg 2 (Olpe, Arnsberg, Meschede), Zentrum
- Reichert, Ludwig Karl, Bürgermeister in Herbstadt,
WK Unterfranken 4 (Neustadt an der Saale, Brückenau, Mellrichstadt, Königshofen, Kissingen), Zentrum
- Rheinbaben, Paul von, Landrat in Fraustadt,
WK Posen 6 (Fraustadt, Lissa), Deutsche Reichspartei
- Reindl, Magnus Anton, Stadtpfarrer in Memmingen,
WK Schwaben 4 (Illertissen, Neu-Ulm, Memmingen, Krumbach), Zentrum
- Richter, Eugen, Schriftsteller,
WK Berlin 5 (Spandauer Vorstadt, Friedrich-Wilhelm-Stadt, Königsstadt-West), Freisinnige Partei
- Rickert, Heinrich, Landesdirektor a. D.,
WK Danzig 3 (Danzig Stadt), Freisinnige Partei
- Rintelen, Victor, Oberjustizrat Berlin,
WK Trier 3 (Trier), Zentrum
- Rittberg, Oswald von, Landrat und Gutsbesitzer,
WK Stettin 1 (Demmin, Anklam), Deutschkonservative Partei
- Roeckerath, Peter Joseph, Rentner Köln,,
WK Köln 1 (Köln-Stadt), Zentrum
- Rödiger, Carl, Holzbildhauer Gera,
WK Reuß jüngerer Linie, SAPD
- Roemer, Hermann,
WK Braunschweig 2 (Helmstedt, Wolfenbüttel), Nationalliberale Partei
- Rohland, Karl Otto, Rittergutsbesitzer,
WK Merseburg 8 (Naumburg, Weißenfels, Zeitz), Freisinnige Partei
- Rose, Ludwig, Rittergutsbesitzer,
WK Königsberg 8 (Osterode i. Opr., Neidenburg), Deutschkonservative Partei
- Roß, Joseph, Hofrat in Glauchau,
 WK Unterfranken 6 (Würzburg), Zentrum
- Roßhirt, Franz, Obergerichtskanzler a. D. Heidelberg,
WK Baden 7 (Offenburg, Kehl), Zentrum
- Rudolphi, Wilhelm, Gymnasialdirektor a. D.,
WK Köln 3 (Bergheim (Erft), Euskirchen), Zentrum

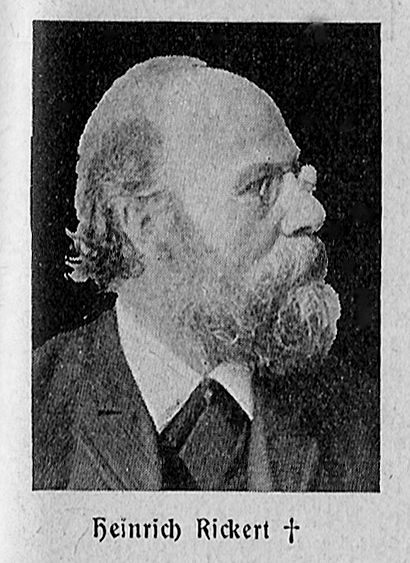
Heinrich Rickert
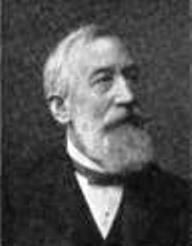
Viktor Rintelen
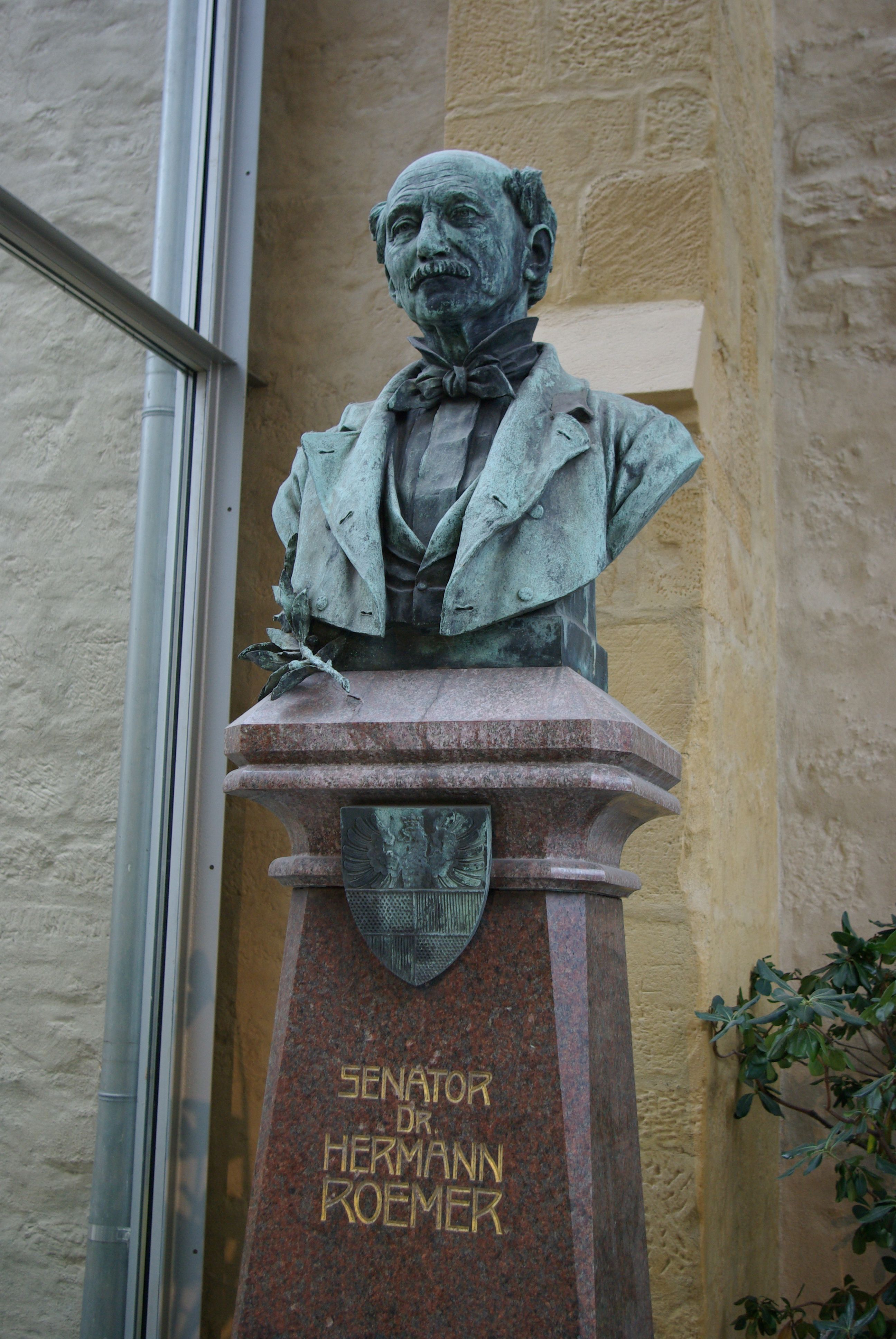
Hermann Roemer
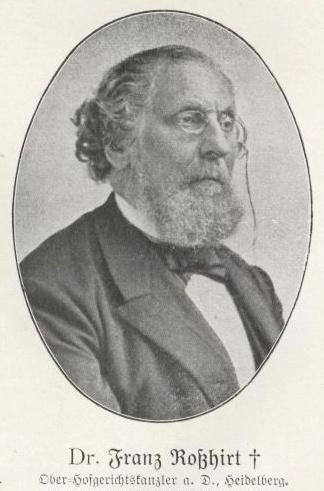
Franz Roßhirt

## S

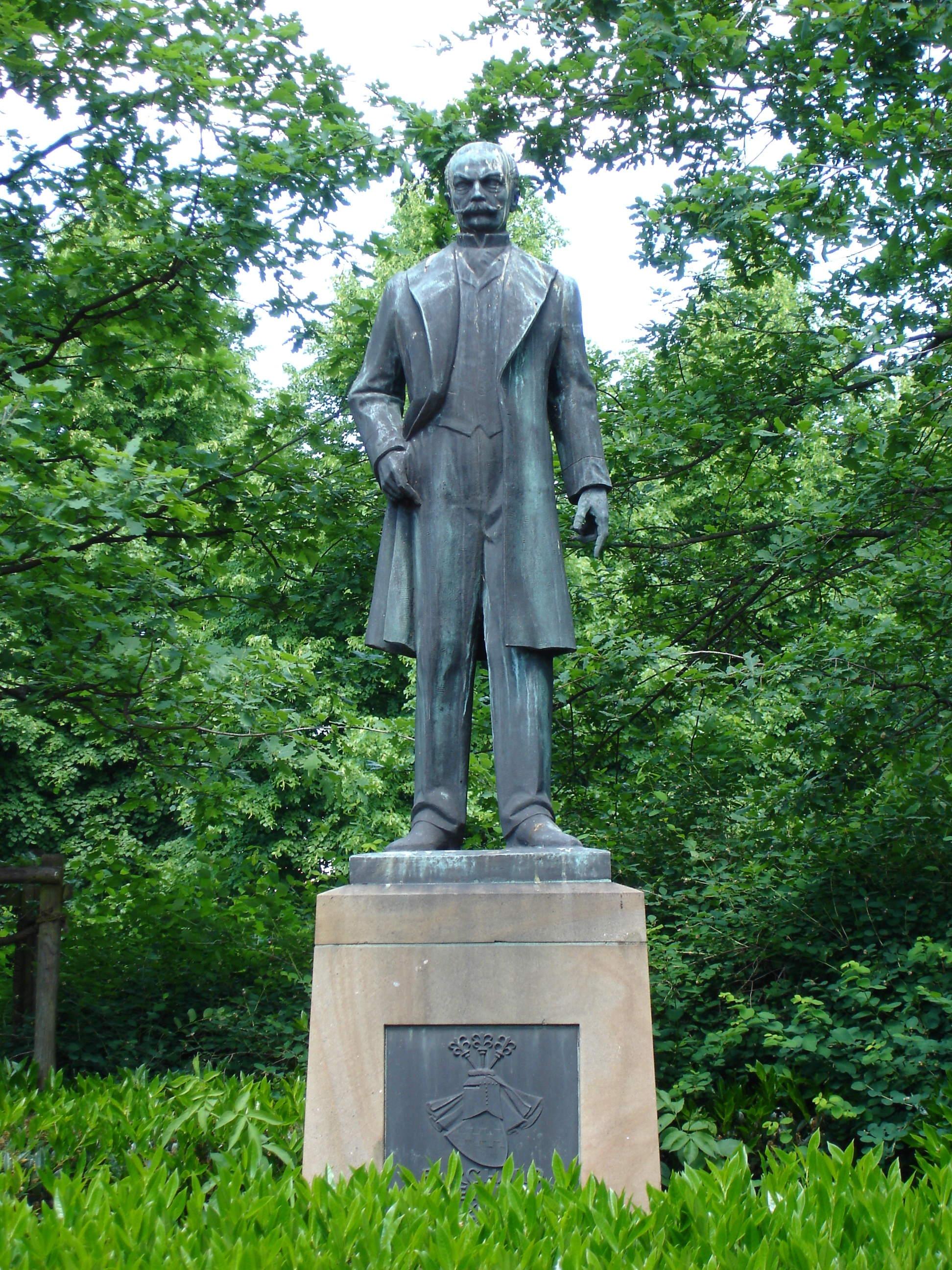
Burghard von Schorlemer-Alst
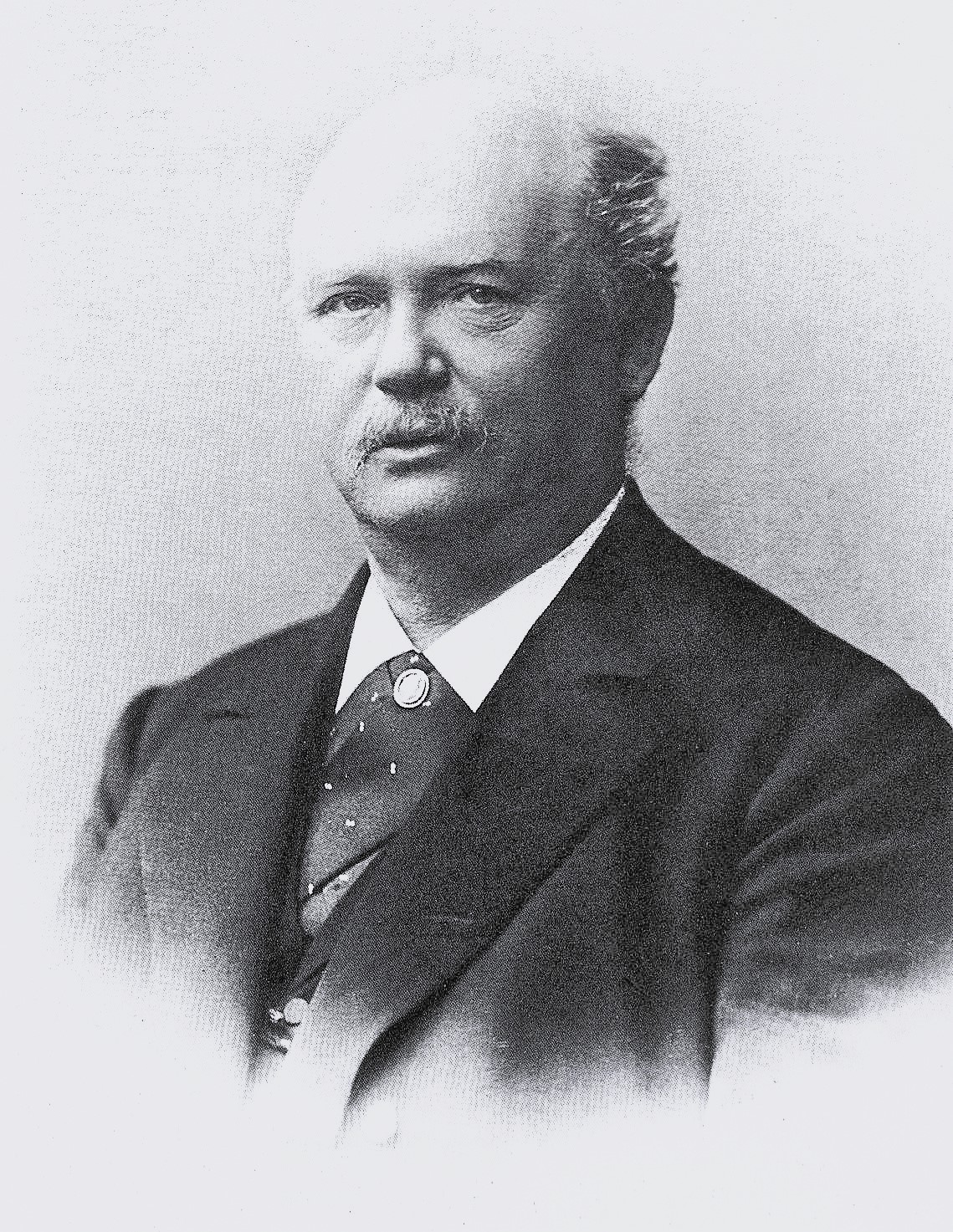
Georg von Siemens
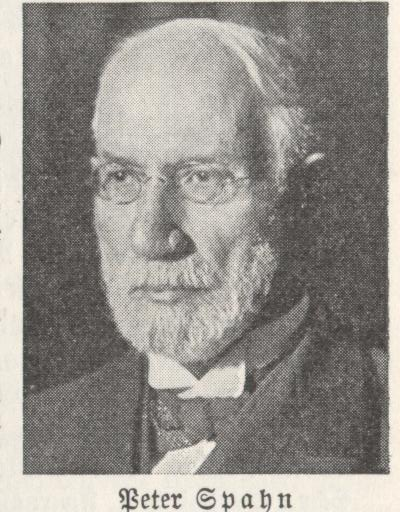
Peter Spahn
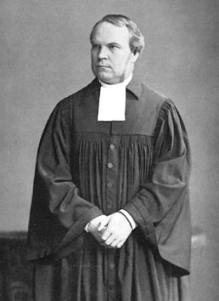
Adolf Stoecker

- Sabor, Adolf, Privatlehrer Frankfurt am Main,
 WK Wiesbaden 6 (Frankfurt am Main), SAPD
- Saldern, Siegfried von, Fideikommissbesitzer,
WK Potsdam 1 (Westprignitz), Deutschkonservative Partei
- Saldern-Ahlimb-Ringenwalde, Hugo von, Majoratsbesitzer,
WK Potsdam 3 (Ruppin, Templin), Deutschkonservative Partei
- Sander, Ferdinand, Tabakfabrikant,
 WK Baden 6 (Lahr, Wolfach), fraktionslos liberal
- Saro, Otto, Ober-Staatsanwalt,
WK Gumbinnen 3 (Gumbinnen, Insterburg), Deutschkonservative Partei
- Sattler, Carl, Archivar,
WK Hannover 5 (Melle, Diepholz, Wittlage, Sulingen, Stolzenau), Nationalliberale Partei
- Saurma-Jeltsch, Gustav von, Herrschaftsbesitzer,
WK Oppeln 8 (Ratibor), Zentrum
- Schalscha, Alexander von, Rittergutsbesitzer,
WK Oppeln 4 (Lublinitz, Tost-Gleiwitz), Zentrum
- Scheffer, Wilhelm, Landrat in Schlochau,
WK Marienwerder 7 (Schlochau, Flatow), Deutschkonservative Partei
- Schelbert, Joseph, Pfarrer in Maria-Rain,
WK Schwaben 6 (Immenstadt, Sonthofen, Kempten (Allgäu), Lindau (Bodensee)), Zentrum
- Schele, Balduin von, Rittergutsbesitzer,
WK Hannover 4 (Osnabrück, Bersenbrück, Iburg), Deutsch-Hannoversche Partei, Hospitant der Zentrumsfraktion
- Schenck, Friedrich, Anwalt des Genossenschaftsverbandes,
 WK Wiesbaden 2 (Wiesbaden, Rheingau, Untertaunus), Freisinnige Partei
- Schenk von Stauffenberg, Franz August, Gutsbesitzer,
WK Mittelfranken 2 (Erlangen, Fürth, Hersbruck), Freisinnige Partei
- Schlieckmann, Albrecht Heinrich von, Oberpräsident von Ostpreußen,
WK Gumbinnen 1 (Tilsit, Niederung), Deutschkonservative Partei
- Schlieffen, Wilhelm von, Majoratsherr und Landrat Güstrow,
WK Mecklenburg-Schwerin 6 (Güstrow, Ribnitz), Hospitant der Deutschkonservativen Partei
- Schlüter, Reinhard, Rechtsanwalt und Notar in Essen,
WK Düsseldorf 1 (Remscheid, Lennep, Mettmann), Freisinnige Partei
- Schmidt, Franz, Landgerichtsrat in Amberg,
WK Mittelfranken 4 (Eichstätt, Beilngries, Weissenburg), Zentrum
- Schmieder, Philipp, Oberlandesgerichtsrat Breslau,
WK Liegnitz 4 (Lüben, Bunzlau), Freisinnige Partei
- Schneider, Fritz, Schriftsteller,
WK Potsdam 7 (Potsdam, Osthavelland, Spandau), Freisinnige Partei
- Schoenaich-Carolath, Heinrich zu, Standesherr,
WK Frankfurt 7 (Guben, Lübben), Deutsche Reichspartei
- Schönborn-Wiesentheid, Friedrich von,
WK Unterfranken 2 (Kitzingen, Gerolzhofen, Ochsenfurt, Volkach), Zentrum
- Schöning, Hermann von, Majoratsherr,
WK Stettin 5 (Pyritz, Saatzig), Deutschkonservative Partei
- Schorlemer-Alst, Burghard von,
WK Münster 1 (Tecklenburg, Steinfurt, Ahaus), Zentrum
- Schott, Siegmund, Rechtsanwalt in Stuttgart,
WK Württemberg 1 (Stuttgart), Deutsche Volkspartei
- Schrader, Karl, Eisenbahndirektor,
WK Danzig 3 (Stadt Danzig), Freisinnige Partei (Nachwahl 1884)
- Schreiner, Philipp, Lehrer und Vorstand der Kreisackerbauschule Triesdorf,
WK Mittelfranken 5 (Dinkelsbühl, Gunzenhausen, Feuchtwangen), Nationalliberale Partei
- Schumacher, Georg, Lederhändler,
WK Düsseldorf 3 (Solingen), SAPD
- Schwarz, Ludwig, Privatier in Ebingen,
WK Württemberg 9 (Balingen, Rottweil, Spaichingen, Tuttlingen), Freisinnige Partei
- Scipio, Ferdinand, Gutsbesitzer Mannheim,
WK Hessen 6 (Erbach, Bensheim, Lindenfels, Neustadt im Odenwald), Nationalliberale Partei
- Sczaniecki, Michael von, Rittergutsbesitzer,
WK Marienwerder 4 (Thorn, Kulm, Briesen), Polnische Fraktion
- Sedlmayr, Johann, Brauereibesitzer München,
WK Oberbayern 1 München I (Altstadt, Lehel, Maxvorstadt), Nationalliberale Partei
- Senestrey, Karl, Landgerichtsrat a. D.,
WK Oberbayern 8 (Traunstein, Laufen, Berchtesgaden, Altötting), Zentrum
- Seyfarth, Ferdinand, Ökonom in Friedrichshütte,
WK Kassel 6 (Hersfeld, Rotenburg (Fulda), Hünfeld), Deutschkonservative Partei
- Siemens, Georg, Rittergutsbesitzer,
WK Sachsen-Coburg-Gotha 1 (Coburg), Freisinnige Partei
- Simonis, Jacob Ignatius, Geistlicher,
WK Elsaß-Lothringen 5 (Rappoltsweiler), Elsaß-Lothringer
- Singer, Paul, Kaufmann,
WK Berlin 4 (Luisenstadt jenseits des Kanals, Stralauer Vorstadt, Königsstadt-Ost), SAPD
- Skorzewski, Leo von, Herrschaftsbesitzer,
WK Bromberg 2 (Wirsitz, Schubin, Znin), Polnische Fraktion
- Solms-Braunfels, Hermann zu,
WK Koblenz 1 (Wetzlar, Altenkirchen), Deutschkonservative Partei
- Spahn, Peter,
WK Königsberg 6 (Braunsberg, Heilsberg), Zentrum
- Sperber, Albert von, Rittergutsbesitzer,
WK Gumbinnen 2 (Ragnit, Pillkallen), Deutschkonservative Partei
- Staelin, Julius, Kaufmann und Fabrikant in Calw,
WK Württemberg 7 (Nagold, Calw, Neuenbürg, Herrenberg), Deutsche Reichspartei
- Staudy, Ludwig von, Polizeipräsident,
WK Gumbinnen 5 (Angerburg, Lötzen), Deutschkonservative Partei
- Stiller, Ernst, Kaufmann Lübeck,
WK Lübeck, Freisinnige Partei
- Stöcker, Adolf, Hof- und Domprediger in Berlin,
WK Arnsberg 1 (Wittgenstein, Siegen, Biedenkopf), Deutschkonservative Partei
- Stöcker, Karl, Ökonom und Gastwirt,
 WK Mittelfranken 6 (Rothenburg ob der Tauber, Neustadt an der Aisch), Nationalliberale Partei
- Stötzel, Gerhard, Journalist in Essen,
WK Düsseldorf 5 (Essen), Zentrum
- Stolberg-Stolberg, Adalbert zu, Rittergutsbesitzer,
WK Oppeln 10 (Neustadt O.S.), Zentrum
- Stolberg-Wernigerode, Udo zu, Majoratsherr,
WK Königsberg 10 (Rastenburg, Friedland), Gerdauen, Deutschkonservative Partei
- Stolle, Karl Wilhelm, Gärtner,
WK Sachsen 18 (Zwickau, Crimmitschau, Werdau), SAPD
- Strachwitz, Alfred von, Rittergutsbesitzer,
WK Oppeln 10 (Neustadt), Zentrum (Nachwahl 1885)
- Strombeck, Josef von, Landgerichtsrat Magdeburg,
WK Erfurt 2 (Heiligenstadt, Worbis), Zentrum
- Struckmann, Gustav, Bürgermeister Hildesheim,
WK Hannover 10 (Hildesheim, Marienburg, Alfeld (Leine), Gronau), Nationalliberale Partei
- Struve, Gerhard, Oberamtmann in Berlin,
WK Frankfurt 4 (Frankfurt (Oder), Lebus), Freisinnige Partei

## T

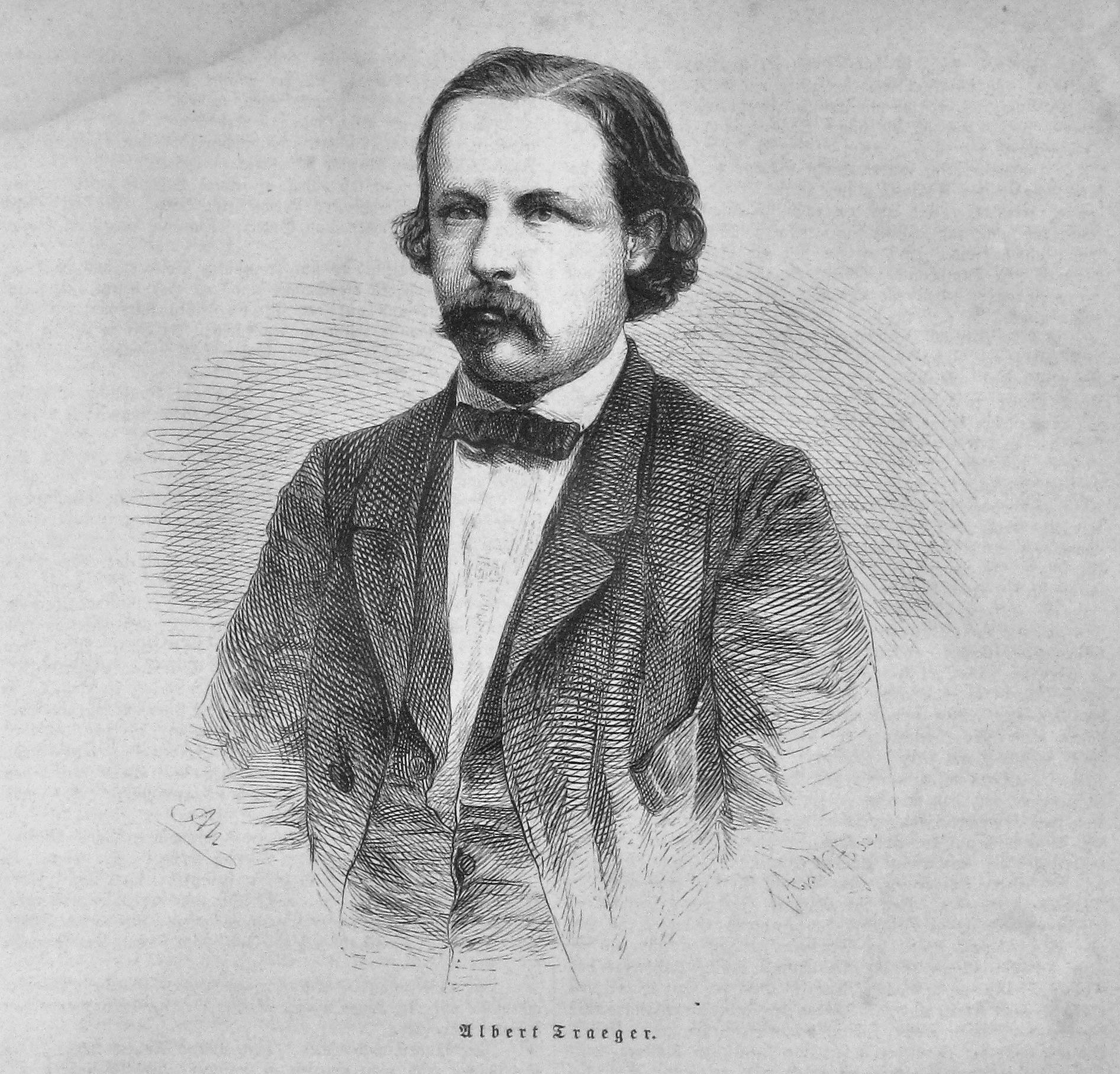
Albert Traeger
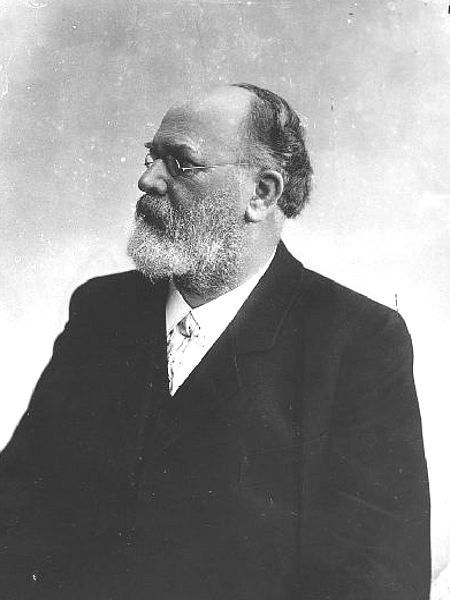
Carl Bruno Tröndlin

- Tettau, Alfred von, Fideikommissbesitzer,
WK Königsberg 5 (Heiligenbeil, Preußisch-Eylau), Deutschkonservative Partei
- Thomsen, Gustav, Landmann,
WK Schleswig-Holstein 5 (Dithmarschen, Steinburg), Freisinnige Partei
- Timmerman, Carl, Fabrikant,
WK Münster 1 (Tecklenburg), Zentrum (Nachwahl 1885)
- Traeger, Albert, Rechtsanwalt und Notar,
WK Liegnitz 1 (Grünberg, Freystadt), Freisinnige Partei
- Trimborn, Cornelius, Rechtsanwalt Köln,
WK Düsseldorf 11 (Krefeld), Zentrum
- Tröndlin, Carl Bruno, Bürgermeister in Leipzig,
WK Sachsen 12 (Leipzig-Stadt), Nationalliberale Partei

## U
- Uhden, Otto, Kgl. Amtsrat,
WK Frankfurt 6 (Züllichau-Schwiebus, Crossen), Deutschkonservative Partei
- Ulrich, Justus, Brauereibesitzer Pfungstadt,
 WK Hessen 4 (Darmstadt, Groß-Gerau), Nationalliberale Partei
- Ungern-Sternberg, Eduard von, Schriftsteller,
 WK Minden 3 (Bielefeld, Wiedenbrück), Deutschkonservative Partei
- Unruhe-Bomst, Hans Wilhelm von, Landrat und Rittergutsbesitzer,
WK Posen 3 (Meseritz, Bomst), Deutsche Reichspartei
- Utz, Joseph, Pfarrer in Tomerdingen,
WK Württemberg 15 (Ehingen, Blaubeuren, Laupheim, Münsingen), Zentrum

## V

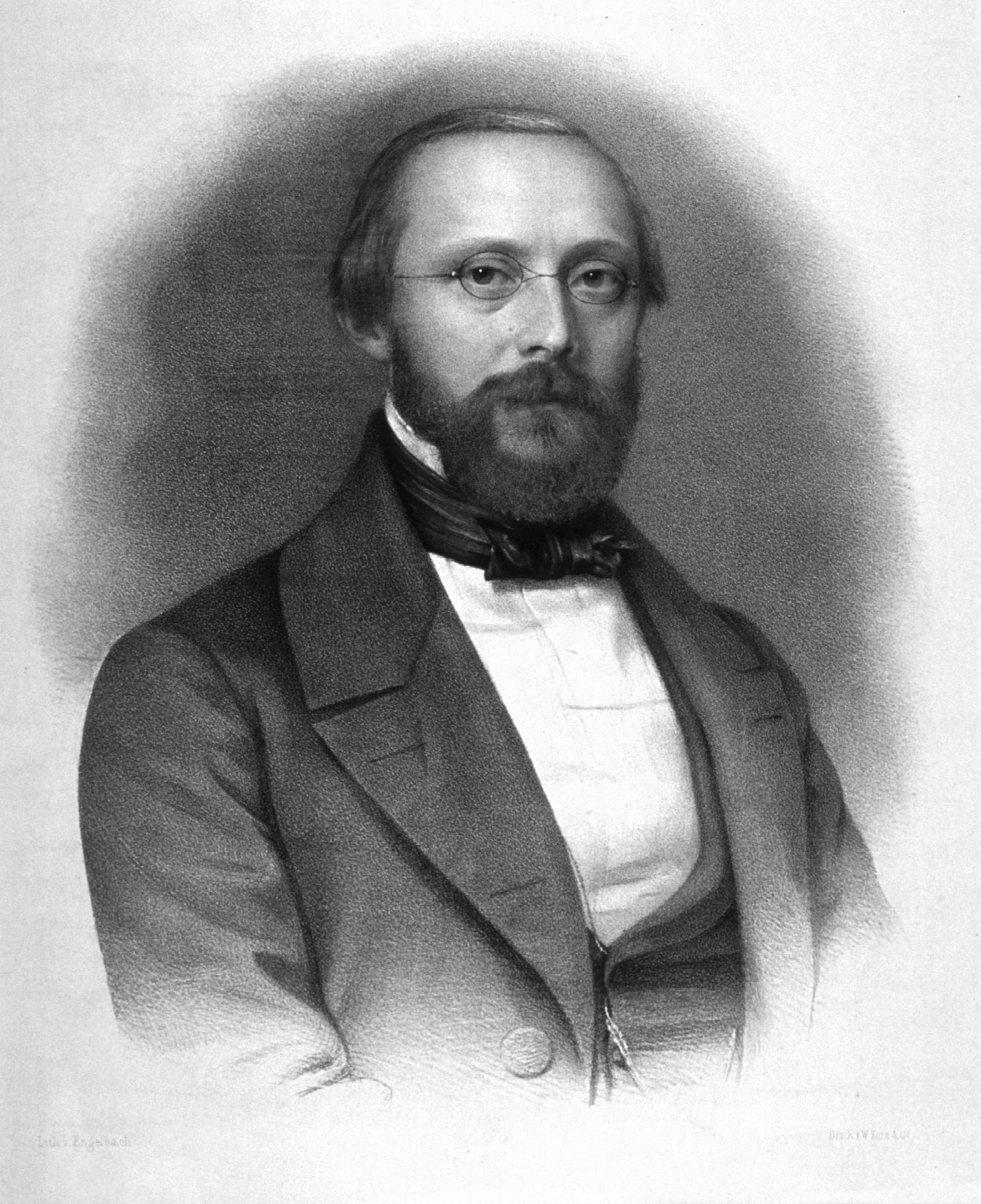
Rudolf Virchow

- Veiel, Ludwig, Richter Landgericht Stuttgart,
WK Württemberg 2 (Cannstatt, Ludwigsburg, Marbach, Waiblingen), Nationalliberale Partei
- Viereck, Louis, Journalist München,
 WK Sachsen 13 (Leipzig-Land, Taucha, Markranstädt, Zwenkau), SAPD
- Virchow, Rudolf, 
WK Berlin 2 (Schöneberger Vorstadt, Friedrichsvorstadt, Tempelhofer Vorstadt, Friedrichstadt-Süd), Freisinnige Partei
- Vissering, Friedrich, Landwirt,
WK Hannover 2 (Aurich, Wittmund, Leer), Nationalliberale Partei
- Vollmar, Georg von, Journalist,
WK Oberbayern 2 München II (Isarvorstadt, Ludwigsvorstadt, Au, Haidhausen, Giesing, München-Land, Starnberg, Wolfratshausen), SAPD

## W

Wilhelm von Wedell-Piesdorf
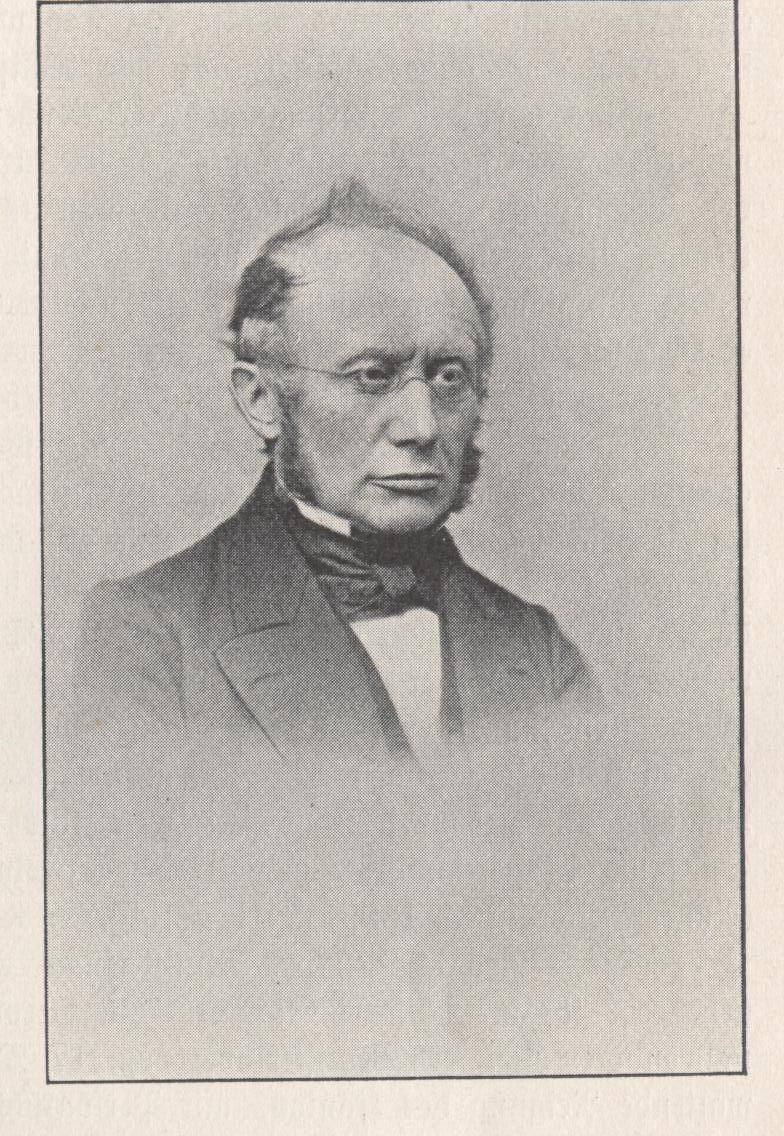
Ludwig Windthorst
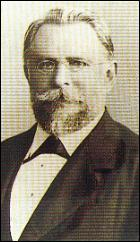
Friedrich Witte

- Wagner, Wolfgang, Gutsbesitzer und Gastwirt in Glonn,
 WK Oberbayern 7 (Rosenheim, Ebersberg, Miesbach, Tölz), Zentrum
- Waldburg-Zeil, Constantin von, Attaché a. D.,
WK Württemberg 17 (Ravensburg, Tettnang, Saulgau, Riedlingen), Zentrum
- Waldow und Reitzenstein, Karl von, Kgl. Preußischer Kammerherr,
WK Frankfurt 5 (Oststernberg, Weststernberg), Deutschkonservative Partei
- Wangenheim, Walrab von, Rittergutsbesitzer,
WK Hannover 9 (Hameln, Linden, Springe), Deutsch-Hannoversche Partei, Hospitant der Zentrumsfraktion
- Wangenheim-Wake, Adolf von,
WK Hannover 16 (Lüneburg, Soltau, Winsen (Luhe)), Deutsch-Hannoversche Partei, Hospitant der Zentrumsfraktion
- Wedell-Malchow, Friedrich von, Rittergutsbesitzer,
WK Potsdam 4 (Prenzlau, Angermünde), Deutschkonservative Partei
- Wedel-Piesdorf, Wilhelm von, Regierungspräsident,
WK Erfurt 3 (Mühlhausen, Langensalza, Weißensee), Deutschkonservative Partei
- Wendel, Henri de, Hüttenbesitzer,
WK Elsaß-Lothringen 13 (Bolchen, Diedenhofen), Elsaß-Lothringer
- Wendt, Carl Hubert Freiherr von, Rittergutsbesitzer,
WK Minden 5 (Höxter, Warburg), Zentrum
- Wichmann, Rudolph, Rittergutsbesitzer,
WK Königsberg 7 (Preußisch-Holland, Mohrungen), Deutschkonservative Partei
- Wiemer, Philipp, Schlossergeselle,
WK Reuß älterer Linie, SAPD (Nachwahl 1884)
- Wilbrandt, Konrad, Gutspächter,
WK Mecklenburg 4 (Malchin, Waren), Freisinnige Partei (Nachwahl 1885)
- Wildegger, Michael, Stadtpfarrer Nördlingen,
WK Schwaben 2 (Donauwörth, Nördlingen, Neuburg), Zentrum
- Winckelmann, Carl von, Privatier,
WK Breslau 10 (Waldenburg), Freisinnige Partei
- Windthorst, Ludwig, Jurist,
WK Hannover 3 (Meppen, Lingen, Bentheim, Aschendorf, Hümmling), Zentrum
- Winterer, Landolin, Pfarrer in Mülhausen,
WK Elsaß-Lothringen 1 (Altkirch, Thann), Elsaß-Lothringer
- Witt, Nikolaus,
WK Frankfurt 8 (Sorau, Forst), Freisinnige Partei
- Witte, Friedrich, Senator, Kaufmann und Fabrikant Rostock,
WK Sachsen-Meiningen 2 (Sonneberg, Saalfeld), Freisinnige Partei
- Witzlsperger, Josef, Magistratsrat und Landwirt in Cham,
WK Oberpfalz 4 (Neunburg, Waldmünchen, Cham, Roding), Zentrum
- Wöllwarth, Georg von, Rittergutsbesitzer,
WK Württemberg 10 (Gmünd, Göppingen, Welzheim, Schorndorf), Deutsche Reichspartei
- Woermann, Adolph, Reeder Hamburg,
WK Hamburg 3 (Vororte und Landherrenschaften), Nationalliberale Partei
- Wolszlegier, Wladislaus von, Rittergutsbesitzer,
WK Marienwerder 6 (Konitz, Tuchel), Polnische Fraktion
- Wrisberg, Ludolph von, Landdrost Schwerin,
WK Mecklenburg-Schwerin 1 (Hagenow, Grevesmühlen ), Deutschkonservative Partei
- Wurmb, Lothar von, Regierungspräsident Wiesbaden,
 WK Wiesbaden 5 (Dillkreis, Oberwesterwald), Deutsche Reichspartei

Josef Witzlsperger
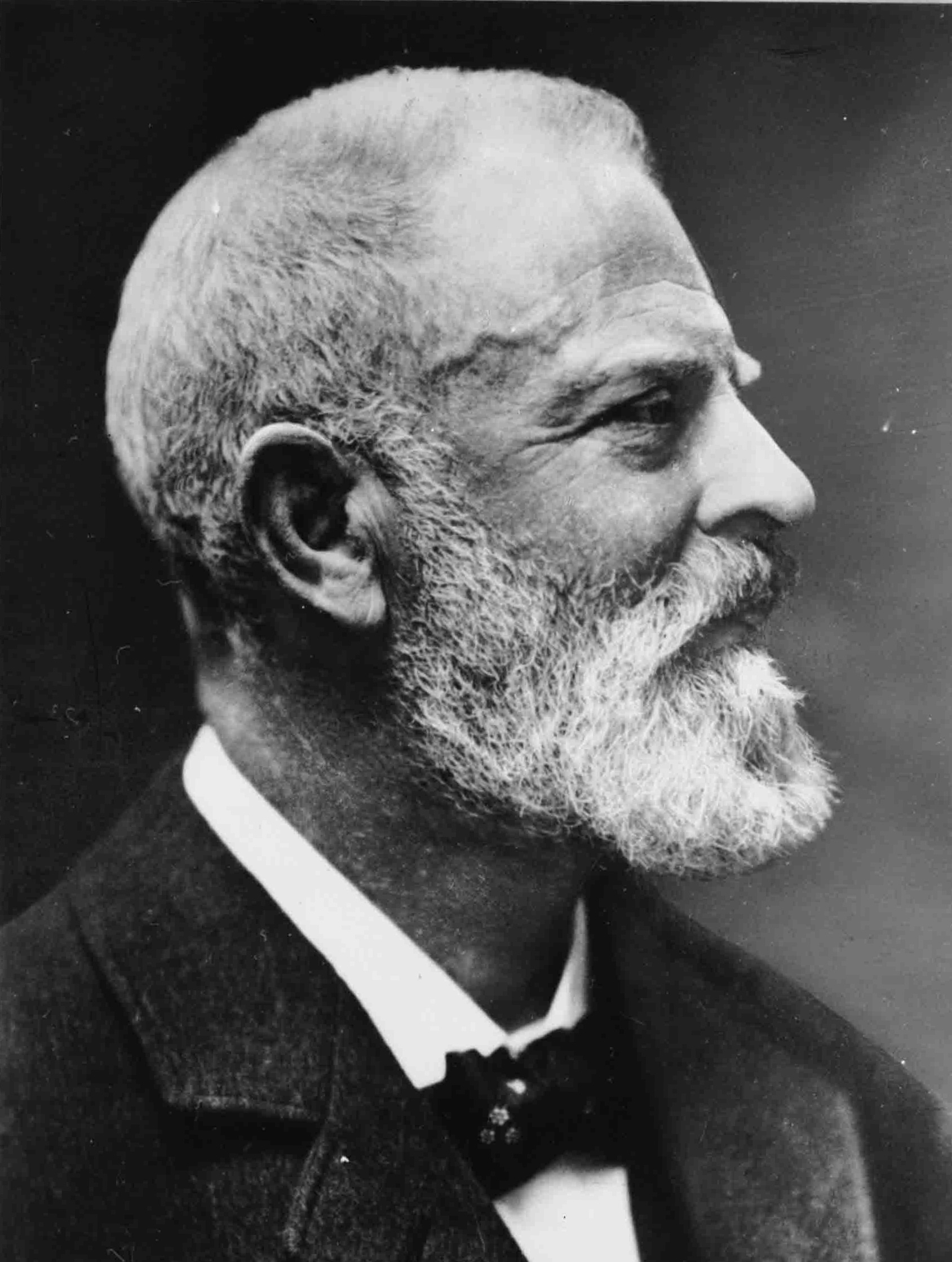
Adolph Woermann

## Z

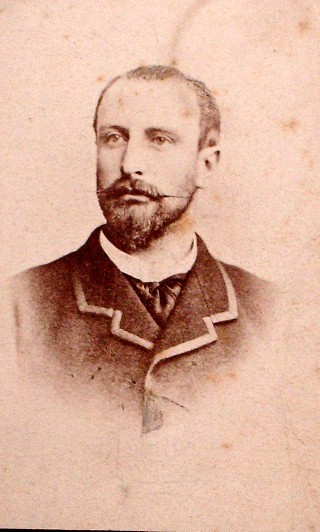
Hugo Freiherr Zorn von Bulach

- Zeitz, Karl, Brauereibesitzer Meiningen,
WK Sachsen-Meiningen 1 (Meiningen, Hildburghausen), Nationalliberale Partei
- Ziegler, Gustav, Kommerzienrat Dessau,
WK Anhalt 1 (Dessau, Zerbst), Nationalliberale Partei
- Zorn von Bulach, Hugo,
WK Elsaß-Lothringen 7 (Molsheim, Erstein), Elsaß-Lothringer